# Homoseksualnost
Homoseksualnost (od starogrčkog ὁμός što znači isto, i latinskog sexus što znači spol), romantična i spolna privlačnost prema istome spolu ili spolno ponašanje između pripadnika istog spola.
Kao orijentacija homoseksualnost se odnosi na ''trajni uzorak ili određenje iskustva seksualne, osjećajne ili romantične privlačnosti'' primarno ili isključivo prema osobama istoga spola.'' Također se odnosi na individualan osjećaj osobnog i društvenog identiteta baziranog na tim privlačnostima, ponašanju koje ih izražava i na pripadnosti zajednici drugih koji dijele iste.''
Najpoznatiji izrazi za homoseksualne ljude su lezbijka kod žena i gay kod muškaraca iako se gay općenito koristi i za muškarce i za žene.
Zajedno s biseksualnošću i heteroseksualnošću, homoseksualnost je jedna od tri glavne kategorije seksualne orijentacije u tzv. heteroseksualnom-homoseksualnom kontinuumu - teorijskom konceptu kojega je razvio kontroverzni Alfred Kinsey, gdje se tzv. Kinseyjevom ljestvicom mjere seksualne sklonosti. Danas mnogi seksolozi smatraju Kinseyjevu skalu relevantnom, ali ističu kako je ona vrlo često nedovoljno opsežna da bi se jasno odredio seksualni identitet na koji utječu brojni faktori. Navode kako je seksualna orijentacija samo jedan od njih, a uz nju su ostala 2 glavna faktora biološki spol i rodni identitet.
Dok neki smatraju homoseksualnu aktivnost neprirodnom, u značajnom broju istraživanja ukazuje se da je homoseksualnost primjer normalne i prirodne varijacije u ljudskoj seksualnosti, jer sama po sebi ne predstavlja i nije izvor negativnih psiholoških efekata.
Ne postoji konsenzus među znanstvenicima o pitanju zašto osoba razvija određenu seksualnu orijentaciju, no mnogi stručnjaci favoriziraju teorije bazirane na biologiji koje ukazuju na genetičke i epigenetičke faktore, rano okruženje u maternici ili kombinaciju istih. Opširna studija provedena na većoj populaciji jednojajčanih blizanaca u Švedskoj je pronašla u 807 promatrana para muških blizanaca životne dobi od 20 do 47 godina, 71 par muških blizanaca kod kojih je barem jedan od članova do tada barem jednom stupio u homoseksualne odnose u nekom trenutku svojega života; od toga kod 7 muških parova jednojajčanih blizanaca su oba blizanca stupila u homoseksualne odnose. Od promatranih 1.513 parova jednojajčanih ženskih blizanaca, utvrđeno je 214 parova kod kojih je barem jedna blizankinja stupila u istospolne odnose; od toga kod 22 parova ženskih blizanaca su obje blizankinje barem jednom stupile u istospolne odnose. Autori studije na temelju takvih podataka procjenjuju da je u promatranoj populaciji nasljednost utjecala na razvoj istospolnih sklonosti s 39% kod muškaraca, te s 18-19 posto kod žena; u preostalom dijelu, procjenjuju autori, na razvoj istospolnih sklonosti bi utjecao okoliš u kojem su promatrani blizanci odrastali i živjeli. Na drugoj strani, autori studije na populaciji koja je uključila ukupno 3.139 parova jednojajčanih blizanaca, te kontrolnu grupu od više desetaka tisuća drugih stanovnika države New York, ustanovili su da 8,7% opće populacije pozitivno odgovara na pitanje "jeste li ikad u životu osjetili romatničnu privlačnost prema osobi istog spola" (3,1% iskazuje da se i upustilo u istospolnu romantičnu vezu, a 1,5% da se upustilo u neku vrstu tjelesnog istospolnog čina), dok je vjerojatnost da se takav odgovor utvrdi kod oba jednojajčana blizanca (ukupno je utvrđeno 289 parova jednojajčanih blizanaca kod kojih je barem jedan blizanac iskazao o istospolnim porivima) 6,7%; prema zaključku autora studije, takvi rezultati opovrgavaju hipotezu da bi homoseksualne sklonosti mogle biti urođene: „Ako postoji genetska komponenta kod istospolne privlačnosti, ona je neznatna u odnosu na druge faktore.“.
Nema pouzdanih znanstvenih dokaza koji bi upućivali da odgoj roditelja ili iskustva u ranom djetinjstvu igraju ulogu u definiranju seksualne orijentacije, a u literaturi se iznose ocjene zajednički ili srodni okoliš ne igraju nikakvu ulogu kod muškaraca i malu ulogu kod žena.
Psihijatri i psiholozi koji su pobornici tzv. reparativne terapije koja je sagrađena na djelima začetnika psihoterapije Freuda, Junga, Adlera i Frankla, smatraju da je homoseksualnost izraz preusmjeravanja neadekvatno realizirane čežnje za istospolnim prijateljstvom s vršnjacima i za dubokim odnosom sa starijim pripadnicima istog spola (roditeljima, učiteljima) u mladosti; njihova stajališta su suočena s ogorčenim reakcijama iz redova LGBT aktivista i uglavnom se ne smatraju više  ""politički korektnima", u zapadnim zemljama.
Većina se ljudi istospolne seksualnosti izjašnjava da su vrlo malo ili nimalo bili ili jesu u mogućnosti odabrati svoju seksualnu orijentaciju. Većina pripadnika znanstvene zajednice tvrdi kako nema dovoljno dokaza koji bi opravdali upotrebu psiholoških intervencija sa svrhom promjene seksualne orijentacije.
Kada se radi o brojnosti i učestalosti, postoje različita gledišta o kriterijima utvrđivanja broja ljudi koji se deklariraju kao gay ili lezbijka tj. onih koji su primarno homoseksualni u svom spolnom i romantičnom životu za razliku od onih osoba koje su neko vrijeme ili naizmjence imale istospolno seksualno ili romantično iskustvo. Broj osoba koji se javno deklariraju kao homoseksualne ovisi o prihvaćenosti i riziku od stigmatizacije u društvu. Sigurno da broj osoba, koje se javno izjašnjavaju kao homoseksualne, ovisi o pravnom sustavu, odnosno jesu li homoseksualni odnosi kažnjivi zakonom; uz to postoje osobe koje ne žele svoju egzistenciju obilježavati deklariranjem, bilo iz osobnih razloga ili pak zbog toga što u nju nisu posve sigurne (seksualna fluidnost). Politički uvjeti su tek u najnovije vrijeme, i to samo u nekim zemljama, takvi da je postalo moguće formirati statističke obrasce koji su omogućili upisivanje homoseksualnih sklonosti kao identitetskih određenja.
Osim kod anatomski modernog čovjeka (lat. Homo sapiens sapiens) homoseksualno je ponašanje također zabilježeno i promatrano kod mnogih drugih životinjskih vrsta.
Od kraja 19. stoljeća odvija se globalni pokret s rezultatom povećanja zakonskih prava homoseksualnih osoba uključujući pravo na brak i građansko partnerstvo, zaposlenje, vojnu službu, jednakopravan pristup zdravstvenoj njezi pa i pravo na posvajanje i roditeljstvo u nekim državama. Brojne su zemlje donijele zakonske odredbe s ciljem zaštite gay manjina od maltretiranja (engl. bullying).

## Etimologija
Riječ homoseksualan je spoj grčkog i latinskog gdje prvi dio potječe od grčkog ὁμός homos, 'isto' (nije povezano s latinskim homo, 'čovjek', kao u Homo sapiens) te se odnosi na seksualne aktivnosti i privlačnost među pripadnicima istog spola. Prvo je pojavljivanje te riječi u tiskanom obliku zabilježeno u njemačkom pamfletu iz 1869. austrijskog autora Karl-Marie Kertbenyija koji ga je tada objavio anonimno. U njemu se bunio protiv pruskog anti-sodomskog zakona. Godine 1886. je Richard von Krafft-Ebing upotrijebio izraze homoseksualnost (njem. Homosexualität) i heteroseksualnost (njem. Heterosexualität) u svojoj knjizi Psychopathia Sexualis. Njegova je knjiga bila toliko popularna i kod laika i kod liječnika da su izrazi ''heteroseksualnost'' i ''homoseksualnost'' postali najšire prihvaćeni izrazi za varijacije seksualne orijentacije.

### LGBTIQ
Danas se za seksualne manjine koristi skraćenica LGBTIQ koja je složena od sljedećih riječi: Lezbijke, Gejevi, Biseksualne, Transrodne, Interseksualne i Queer osobe. Homoseksualne osobe oba spola/roda u popularnoj se kulturi zovu "gej", što je njihov seksualni identitet, i ona je nastala prihvaćenjem engleske riječi gay. Engleska riječ "gay" znači biti "sretan", "veseo" te je kao takva često bila korištena u poeziji i književnosti, no nakon 1950-ih godina 20. stoljeća uzima se kao identitet homoseksualnih osoba, no ipak najčešće muškaraca.  Žene homoseksualne orijentacije su u većini prihvatile termin "lezbijka".
Postoji mnogo različitih termina koje se odnose LGBTIQ osobe. Neke od njih su prvenstveno namijenjene da bi uvrijedile ili diskriminirale, no ponekad LGBTIQ osobe koriste iste termine za samoidentifikaciju. Queer teorija tu pojavu, često i kao politički čin, naziva obrnutim diskursom.

## Seksualnost i identitet

### Kinseyjeva skala
Kinseyeva skala (također zvana eng.  Heterosexual-Homosexual Rating Scale) pokušava opisati seksualnu povijest osobe ili epizode seksualne aktivnosti u određenom vremenu. Skala počinje s 0 što se odnosi na isključivo heteroseksualno ponašanje i završava sa 6 što označava isključivo homoseksualno ponašanje. Kinsey je u svojim djelima tzv. Kinseyjevim izvještajima koristio i oznaku ''X'' za aseksualnost.

### Orijentacija i ponašanje
Američko psihološko društvo i Američko psihijatrijsko društvo (eng.  American Psychological Association i American Psychiatric Association) komentiraju seksualnu orijentaciju na sljedeći način:
''Seksualna orijentacija se često definira kao karakteristika individue kao što je to i biološki spol, rodni identitet ili dob. Ta je perspektiva nepotpuna jer seksualna orijentacija nužno uključuje veze s drugim individuama. Seksualni čini i romantička privlačnost su kategorizirani kao homoseksualni ili heteroseksualni s obzirom na biološki spol individua međusobno uključenih u njih. Doista, individue izražavaju svoju homoseksualnost, heteroseksualnost ili biseksualnost interakcijom ili željom za interakcijom s drugim osobama. Te interakcije uključuju i jednostavne radnje kao što su držanje za ruke ili ljubljenje. Shodno tome, seksualna je orijentacija povezana i s osobnim vezama koje ljudska bića ostvaruju s drugim ljudima kako bi zadovoljili svoje potrebe za ljubavlju, povezivanjem i intimnošću. U kontekstu seksualnog ponašanja te veze obuhvaćaju neseksualne fizičke aktivnosti, zajedničke ciljeve i vrijednosti, međusobnu podršku i predanost.''
Homoseksualna orijentacija i homoseksualno ponašanje nisu isto gdje ponašanje ne mora nužno uključivati istospolnu orijentaciju. Neki stručnjaci tumače da je seksualna orijentacija urođena, a seksualno ponašanje promjenjivo. Do homoseksualnog ponašanja kod heteroseksualnih osoba može doći u adolescenciji (fazi istraživanja svoje seksualnosti), u dugotrajnoj izloženosti osobama istog spola (bez suprotnog) npr. u vojsci, crkvi, zatvoru, itd.

### Izlaženje iz ormara
Izlaženje iz ormara (eng. coming out ili žargon ''outanje'') je fraza koja se odnosi na razotkrivanje vlastite seksualne orijentacije ili rodnog identiteta te je opisano i doživljeno kao psihološki proces ili čak psihološko putovanje. Općenito, izlaženje iz ormara opisuje se kroz 3 faze. Prva je faza da pojedinac upozna samog sebe i svoju seksualnost, a ta spoznaja proizlazi iz svjesne otvorenosti prema istospolnim vezama. To se često opisuje kao unutarnje razotkrivanje, a druga se faza odnosi na odluku pojedinca da svoju seksualnost obznani drugima npr. roditeljima, prijateljima i kolegama. Treća se faza odnosi na življenje otvoreno kao LGBT osoba. To se obično događa u srednjoškolskom ili fakultetskom razdoblju, a čest je slučaj da osoba razotkrije svoju seksualnost određenim pripadnicima društva, ali ne i vlastitoj obitelji - najčešće iz straha od neprihvaćanja. Prema istraživanju objavljenom u časopisu Journal of Sex Research razvoj lezbijskog, gay ili biseksualnog (LGB) identiteta složen je i vrlo često težak proces. Za razliku od drugih manjinskih grupa, kao što su etničke i rasne manjine, većina LGB osoba nije odgojeno u zajednici koja bi se sastojala od osoba od kakvih su učili o vlastitom identitetu i koje bi poticale te podržavale taj identitet. U većini slučajeva LGB osobe su odrasle u društvenom okruženju koje je ili ignorantno ili otvoreno neprijateljsko prema homoseksualnosti.
Istaknuti političari, zvijezde, vojne osobe i članovi klera su razotkriveni u javnosti - tuđom zlobom ili pak motivirani vlastitim političkim i moralnim stavovima. Mnogi se protive takvoj praksi kada se radi o javnim osobama dok neki potiču razotkrivanje javnih osoba koje koriste svoje pozicije i utjecaj kako bi naštetili drugim gay osobama. 

### Rodni identitet
Početkom dvadesetog stoljeća oni koji su pisali o homoseksualnoj orijentaciji obično su smatrali da je ona intrinzično povezana sa spolom osobe npr. mislilo se da će osoba ženske građe, koju privlače druge osobe ženske građe, imati muževne atribute i obrnuto. No, to je viđenje seksualne orijentacije kao seksualne inverzije dovedeno u pitanje pa u drugoj polovici dvadesetog stoljeća dolazi do značajnog porasta broja zagovaratelja rodnog identiteta kao fenomena koji je odvojen od seksualne orijentacije.
Transrodne i cisrodne osobe mogu privlačiti muškarci, žene ili oboje. Vrlo je česta zabuna i stereotip da se sve osobe koje traže medicinske zahvate kako bi stekle tjelesne osobine željenog spola, osjećaju seksualnu privlačnost prema pripadnicima onog spola kojega same žele napustiti. Istraživači su puno puta zanemarivali da su transseksualne osobe sklone davanju "poželjnih" odgovora kako si ne bi stvorile probleme oko prava na propisivanje hormonske terapije. Heteroseksualna, homoseksualna ili biseksualna osoba može biti muževna, ženstvena (feminizirana) ili androgena, a mnogi članovi i podržavatelji lezbijskih i gay zajednica sada karakteriziranje ''rodno-potvrdan heteroseksualac'' ili ''rodno-nepotvrdan homoseksualac'' vide kao negativan stereotip. Prema nekim podacima u oko pola slučajeva transrodne osobe imaju jasno izraženu seksualnu sklonost prema osobama baš onog spola čijim pripadnicima žele postati: mnogi muškarci koji nastoje prijeći u ženski rod, žele nakon toga nastaviti održavati seksualne odnose sa ženama te se deklarirati kao lezbijke.
Unatoč tome, istraživanja J. Michaela Baileya i K. J. Zuckera su pokazala kako većina gay muškaraca i lezbijka priznaje kako su tijekom djetinjstva bili rodno-nepotvrdni što bi značilo da gay muškarci smatraju kako su u djetinjstvu bili feminizirani.   

### Homoseksualnost u mladih
Stručne smjernice Američkog psihološkog društva upućuju da mladi mogu oklijevati u odabiru jednog od seksualnog identiteta s obzirom na seksualnu orijentaciju te da on može biti fluidan tijekom adolescencije. U terapeutskom pomaganju se uzima u obzir da su mladi s LGBT sklonostima često izloženi zlostavljanju u školi. Ohrabruje se tarapeute da surađuju s roditeljima i školskim vlastima.
U članku R. C. Savin-Williamsa i K. Joynera objavljenom 2013. god. u znanstvenom časopisu Archives of Sexual Behavior  autori upozoravaju druge istraživače homoseksualnosti na značajnu promjenjivost izjašnjavanja mladih ispitanika o njihovim seksualnim sklonostima nakon dužeg vremenskog razdoblja. Tako se prema podacima američke nacionalne longitudinalne studije zdravlja adolescenata i odraslih Add Health (studija koja već više od 20 godina prati oko 20 tisuća osoba koje su bile u adolescenciji 1994. godine, i koje su u 'valovima' ispituju svakih par godina; zadnji provedeni '4. val' intervjuiranja je proveden 2008. godine)  70% ispitanika koji su se kao 1994. god. kao osobe srednjoškolske dobi (7 do 12 razred školovanja) bili izjasnili kao biseksualci ili homoseksualci, bilo 2008. godine u dobi mladih odraslih osoba izjasnilo kao "ekskluzivno heteroseksualni". Autori su ponudili 3 moguća obrazloženja: 1. neki mladi kao odrasli odluče skrivati svoju seksualnu orijentaciju, 2. neprecizno korištenje izraza seksualna orijentacija i romantične privlačnosti, 3. davanje lažnih odgovora kod prvog vala prikupljanja podataka. Iznose kako se vjerojatno radi o posljednja 2 obrazloženja. R. C. Savin-Williamsa i K. Joyners nisu u tom članku raspravili može li se razlike ipak pripisati seksualnoj fluidnosti kod adolescenata; što međutim kao odgovor sugeriraju Sabra L. Katz-Wise i Janet S. Hide u svojoj studiji iz 2014. god.
U obiteljskoj psihoterapiji, uzima se u obzir činjenicu da proces identifikacije ostaje fluidan tijekom adolescencije, što uključuje i pitanje seksualnog identiteta: "Mladi mogu prihvatiti neku oznaku seksualnog identiteta i kasnije je napustiti. Takva su iskustva uobičajenija kod adolescenata ženskog spola, ali se događaju također i kod onih muškog spola. Prema podacima iz studije Lise L. Diamond... 60% žena u uzorku kojega je promatrala L. M. Diamond promijenilo je oznaku svojeg seksualnog identificiranja (tj. lezbijka, biseksualka, heteroseksualka), a 50% je napustilo lezbijski ili biseksualni identitet u nekoj točki svoje kasne adolescencije ili rane odrasle dobi."

### Promjene seksualne orijentacije (eng.sexual fluidity)
Prema studiji Stevena E. Mocka i Richarda P. Eibacha iz 2011. godine provedenoj na 2.560 odraslih ispitanika tijekom desetogodišnjeg razdoblja može se zaključiti da je kod nekih osoba seksualni identitet promjenjiv - u drugom krugu ispitivanja nakon 10 godina drugačiji seksualni identitet je prijavilo oko 2% ispitanika: heteroseksualna orijentacija se (kod populacije iz svih dijelova SAD-a obuhvaćene studijom) pokazuje najstabilnijom - promijenilo ju je 0,78% muškaraca i 1,36% žena; kod žena su lezbijski i biseksualni identitet jednako nestabilni - 63,6% lezbijki i 64,7% biseksualki se drugačije izjasnilo nakon 10 godina. Muški homoseksualci su ostali stabilniji u svojoj orijentaciji - promjena se evidentirala kod 9,52% osoba koje su na početku desetogodišnjeg razdoblja iskazale homoseksualnu orijentaciju dok je kod biseksualaca zabilježena promjena u 47% slučajeva.
Studija objavljena 2000. godine u kojoj je ispitano 80 mlađih ženskih osoba (16-23 godina života) koje su se deklarirale kao lezbijke, biseksualke ili "nesigurne" pokazuje da je njih polovica u stanovitoj mjeri promijenilo svoju seksualnu orijentaciju u razdoblju od samo dvije godine.
Sabra L. Katz-Wise i Janet S. Hide u studiji objavljenoj 2014. god. nalaze u kohorti od 188 adolescenta s istospolnim sklonostima u Sjedinjenim Američkim Državama, fluidnost u seksualnim privlačnostima kod 63% ženskih i 50% muških ispitanika; a kod 48% ženskih i 34% muških ispitanika fluidnost i u seksualnoj orijentaciji.
Američko psihijatrijsko društvo piše: "Neki vjeruju da je seksualna orijentacija urođena i nepromjenjiva; međutim seksualna se orijentacija razvija tijekom životnog vijeka osobe. Pojedinci mogu postati svjesni u različitim trenucima svojih života da su heteroseksualci, gay, lezbijke ili biseksualci."
Prema kanadskom Centru za mentalno zdravlje i ovisnost (Toronto), "kod nekih ljudi, seksualna orijentacija je stalna i nepromjeniva tijekom cijelog života. Kod drugih, seksualna orijentacija može biti fluidna i mijenjati se tijekom vremena. Postoji široki spektar seksualnih orijentacija. Jedan način da se gleda na seksualnu orijentaciju je fluidni kontinuum koji ide od isključivo istorodne privlačnosti do isključivo privlačnosti suprotnim rodom s mnogim točkama između njih. Važno je opaziti da se neće svatko s istom samodeklariranom seksualnom orijentacijom uklopiti na točno jednako mjesto na kontinuumu. Na primjer, jedna biseksualna osoba se može naći točno na sredini kontinuuma, ali druga biseksualna osoba se može naći dalje od sredine i bliže jednom ili drugom kraju kontinuuma."
Istraživanje L. Diamond iz 2008. god., gdje je praćeno 79 mladih ne-heteroseksualnih žena tijekom 10- godišnjeg razdoblja, pokazuje značajnu fluidnost u biseksualnim, nedeklariranim i lezbijskim privlačnostima, ponašanjima i identitetima: dvije trećine sudionika promijenilo je seksualnu orijentaciju. Većinom se opaža promjena iz isključivo istospolne u biseksualnu orijentaciju. Autorica zaključuje da  "ovakvi nalazi pokazuju da je razlika između lezbijstva i biseksualnosti prije pitanje mjere, nego pitanje vrste".
Istraživanje provedeno na "Northwestern University" 2004. pokazalo je kako su se žene (i lezbijke i heteroseksualke) seksualno uzbudile kada su gledale heteroseksualne, ali i lezbijske erotske filmove. Muške heteroseksualne osobe su se uzbudile gledajući samo one erotske filmove sa ženama, a gay muškarci samo gledajući filmove s drugim muškarcima. Autori su zaključili da je ženska seksualna želja manje strogo diktirana prema određenom spolu nego što je to slučaj kod muškaraca, te da je ženska seksualna želja otvorenija promjenama tijekom vremena.
Ellen Schecter piše 2009. godine: ''Istina je da je Alfred Kinsey bio u pravu: ne samo da seksualnost postoji kao kontinuum, već se neki ljudi mogu i miču se kroz taj kontinuum tijekom života. Seksualnost može biti fluidna, varirati tijekom vremena i kroz različite situacije. Čini se da je seksualna orijentacija sačinjena od mnogo varijabli - ne samo od seksualnog ponašanja. [...] To ne znači da je izlaženje iz ormara kao gay ili lezbijka reverzibilno ili da je to samo faza, niti znači da je seksualna orijentacija izbor ili da ne-heteroseksualni ljudi mogu biti dovedeni do toga da prihvate heteroseksualnost. To jednostavno znači da, dok većina ljudi ima stabilnu seksualnu orijentaciju kongruentnu sa svojim seksualnim ponašanjem i privlačnostima, mnogi nemaju.''

### Istospolne veze
Ljudi homoseksualne orijentacije mogu izraziti svoju seksualnost na brojne načine i pokazati je ili ne u svojem ponašanju. Mnogi imaju seksualne veze predominantno s ljudima njihovog rodnog identiteta, iako neki stupaju u vezu s onima suprotnog roda, biseksualne veze ili žive u celibatu. Istraživanje pokazuje da mnoge lezbijke i gay muškarci žele te uspijevaju u postizanju posvećene i trajne veze. Ankete također pokazuju da između 40% i 60% gay muškaraca te između 45% i 80% lezbijka su trenutačno uključeni u romantičnu vezu. Osim toga, pokazuju da su partneri u između 18% i 28% gay parova te između 8% i 21% lezbijskih parova u SAD-u živjeli zajedno 10 ili više godina.
26. lipnja 2015. Vrhovni sud Sjedinjenih Američkih Država proglasio je presudom u slučaju Obergefell v. Hodges zabrane istospolnih brakova neustavnim čime je gay parovima omogućio pravo na legalno sklapanje braka na teritoriju svih 50 saveznih država SAD-a. Presuda je donijeta preglasavanajem, pri čemu je 4 od ukupno 9 sudaca glasovalo protiv, uključujući i samog predsjednika Vrhovnog suda, konzervativca Johna Robertsa koji je u svojem mišljenju istaknuo kako zagovornici istospolnih brakova imaju pravo odluku suda slaviti kao novi način iskazivanja privrženosti partneru, ali da Ustav nije imao ništa s tim jer se njegove odredbe iz 19. stoljeća teško mogu tumačiti u korist homoseksualnih brakova. 16. studenog u Irskoj je na snagu stupio Zakon o istospolnim brakovima, šest mjeseci nakon povijesnog referenduma kojim je Irska postala prva zemlja svijeta koja je plebiscitom sa 62% glasova prihvatila istospolne brakove.
Europski sud za ljudska prava je u presudi Schalk i Kopf protiv Austrije od 24. lipnja 2010. god. presudio da homoseksualna partnerstva doista spadaju u kategoriju "obiteljskog života", ali da Europska konvencija o ljudskim pravima iz 1950. godine štiti jedino brak između jedne žene i jednog muškarca. Davanje statusa braka vezama osoba istog spola u nadležnosti je zakonodavaca država - članica Europske konvencije o ljudskim pravima.
Istraživanja su pokazala kako su istospolni i heteroseksualni parovi ekvivalentni kada se radi o mjerenju zadovoljstva i predanosti u vezama, da su dob i rod relevantniji indikatori zadovoljstva od seksualne orijentacije i da ljudi, koji su heteroseksualni, i oni, koji su homoseksualni, dijele usporediva očekivanja i ideale o ljubavnim vezama.
Popis stanovništva u Hrvatskoj proveden 2011. je pokazao da se tek 140 ljudi izjasnilo da živi u istospolnoj zajednici što čini 0,004% ukupnog stanovništva. Hrvatski sabor je 15. srpnja 2014. usvojio Zakon o životnom partnerstvu osoba istog spola čime su se istospolnim parovima omogućila sva prava koja uživaju bračni partneri osim prava na posvajanje djece (međutim taj zakon u čl. 40. – 49. uređuje roditeljsku i tzv. partnersku skrb nad tuđim biološkim djetetom). Istospolni parovi će sukladno zakonu sklapati životno partnerstvo pred matičarom/kom ''čime će Republika Hrvatska i na simbolični način obje obiteljske zajednice,  brak i životno partnerstvo, tretirati jednako.''
Zakon o životnom partnerstvu osoba istog spola (ZŽPOIS) uglavnom koristi pravna rješenja koja su posve paralelna s onima koje Obiteljski zakon  (ZŽPOIS) koristi za brak, uz stanovite razlike kojima se uvažavaju osobitosti istospolnih veza. Primjerice se u čl. 6. ZŽPOIS propisuju načela međusobnih odnosa istospolnih partnera, te se posve slično odredbi čl. 31. OZ govori o ravnopravnosti partnera, međusobnom poštovanju dostojanstva i obvezi da se pomažu; međutim izostaju u ZŽPOIS odredbe da si parteri moraju biti vjerni i da su dužni uzdržavati drugog partnera -koje obveze sadrže odredbe OZ. Slično, u čl. 72. ZŽPOIS propisuje da partner najmodavca stana može s njim stanovati u stanu, te da prava i obveze jednog partnera iz ugovora o najmu stana prelaze u slučaju njegove smrti na drugog partnera, što je posve slično odredbama U Zagrebu je 5. rujna 2014. sklopljeno prvo životno partnerstvo između dva muškarca, a ceremoniji je prisustvovao i ministar Arsen Bauk. Dio medija je vijest prenio koristeći termin gay brak kao izraz negodovanja tome što je 1. prosinca 2013. referendumom izglasana ustavna definicija braka kao životna zajednica isključivo muškarca i žene. Nakon stupanja zakona na snagu u kolovozu 2014. u Hrvatskoj se 2015. godine bilježi 108 sklopljenih partnerstava, da bi 2016. godine bilo sklopljeno njih 66.

### Roditeljstvo
Znanstvena istraživanja uglavnom skladno ukazuju da su homoseksualni roditelji jednako sposobni kao i heteroseksualni, te da su njihova djeca jednako psihološki zdrava i prilagođena kao i djeca koju su odgajali heteroseksualni roditelji. Prema nekim pregledima znanstvene literature nema dokaza za suprotno te je i Američko psihijatrijsko društvo 2004. godine donijela rezoluciju kojom podupire odgoj djece u istospolnim partnerstvima. Postoji i manji broj istraživanja koja ukazuju na manju kvalitetu života djece u istospolnim zajednicama.
Loren D. Marks, kritiziran za anti-gay aktivizam, 2012. piše kako su dosadašnja istraživanja redom nepouzdana zbog malih i nehomogenih uzoraka na kojima su rađena, nepostojanja usporednih grupa djece, ograničenih i kontradiktornih podataka i drugih razloga. Stoga on zaključuje da navedene "snažne tvrdnje, uključujući one koje su došle iz Američke psihijatrijske asocijacije, nisu empirički potvrđene". Marks je, inače, 2010. svjedočio u korist Prijedloga 8 (eng. Proposition 8), tj. narodnog ustavnog referenduma na kojem je 2008. godine u Kaliforniji izglasana zabrana sklapanja istospolnih brakova. Međutim, obrana Prijedloga 8 odlučila je odbaciti njegovo svjedočenje u konačnom suđenju uz obrazloženje da Marks nije ni pročitao u cijelosti istraživanja koja je koristio kao argument za tvrdnju kako djeca najbolje prolaze s biološkim roditeljima dok su ta istraživanja uključivala i posvojitelje, te da je priznao kako nije uzimao u obzir nijedno istraživanje o gay roditeljima, kao i to da njegovi stavovi o istospolnim obiteljima potječu iz razdoblja prije nego što se bavio istraživanjima. Valja opaziti da su odvjetnici Države Kalifornije, s kojima je Loren Marks trebao surađivati, djelovali u ime guvernera Kalifornije Arnolda Schwarzeneggera, koji je za vrijeme suđenja izjavljivao da da bi bio sretan da federalni sud presudi protiv Države Kalifornije i proglasi neustavnost Prijedloga 8. Naposljetku su odvjetnici Države pred okružni federalni sud izveli samo dva stručna svjedoka, nasuprot 15 stručnih svjedoka koje su pred sud izveli zastupnici protivne strane; neki pravni stručnjaci su postupanje zastupnika Države Kalifornije ocijenili krajnje neadekvatnim. Okružni federalni sud je u konačnosti Prijedlog 8 proglasio neustavnim, a guverner je odlučio da neće uložiti žalbu protiv presude.
L. D. Marksu se pridružuje sociolog Mark Ragnerus, koji ukazuje da praktički sve studije istospolnog roditeljstva koriste podatke prikupljene u (samo jednoj) Nacionalnoj (američkoj) longitudinalnoj studiji lezbijskih obitelji (engl. NLLFS) koja se provodi od 1980.-ih godina na 78 djece koja su začeta doniranim sjemenom i odrastaju uz lezbijske roditelje u SAD-u - koja prema Ragnerusu nije dovoljno reprezentativna: čak 82 posto uključenih roditelja drži rukovoditeljske ili profesionalne pozicije, 67 posto ih je univerzitetski obrazovano a čak 94 posto su bijelci. Pri tome se stanje 78 obuhvaćene djece ne uspoređuje s djecom iz obitelji višeg socijalnog sloja, nego s prosjekom opće populacije.
Iste godine Mark Regnerus objavljuje kontroverznu studiju koju su financirale dvije konzervativne udruge, Witherspoon Institute i Bradley Foundation, koja je obuhvatila 3000 odraslih osoba - među kojima i one odgajane od roditelja s istospolnim sklonostima. Iznosi podatke prema kojima se kod odraslih koji imaju majku lezbijku bilježi 28% trenutačno nezaposlenih (8% kod onih odraslih u cjelovitim heteroseksualnim obiteljima, 13% kod onih odraslih uz heteroseksualnog samohranog roditelja), 20% prijavljuje da su barem jednom imali spolno prenosivu bolest (8% kod onih iz cjelovitih heteroseksualnih obitelji, 14% kod onih odraslih uz heteroseksualnog samohranog roditelja), 23% prijavljuje da su ih tijekom djetinjstva seksualno dodirivale odrasle osobe (2% kod onih iz cjelovitih heteroseksualnih obitelji, 10% kod osoba odraslih uz heteroseksualnog samohranog roditelja), 31% prijavljuje da su barem jednom u životu bili prisiljeni na seksualni odnos (8% kod onih iz cjelovitih heteroseksualnih obitelji, 15% kod onih odraslih uz heteroseksualnog samohranog roditelja), 38% trenutačno prima socijalnu pomoć (10% kod djece iz cjelovitih heteroseksualnih obitelji, 30% kod onih odraslih uz heteroseksualnog samohranog roditelja), te veći broj drugih statistički relevantnih razlika koje idu na štetu djece odgojene od roditelja s istospolnim sklonostima. Međutim, drugi sociolozi i psiholozi navode da vjerodostojnost istraživanja ruši mnoštvo metodoloških grešaka. Simon Cheng sa Sveučilišta u Connecticutu i Brian Powell sa Sveučilišta u Indiani navode u svome istraživanju objavljenom u časopisu Social Science Research da je Regnerus pogrešno klasificirao mnoštvo djece kao odgojene u istospolnim domovima. Preispitivanjem podataka iz Regnerusovog istraživanja dolaze do zaključka da su razlike između djece odgojene u heteroseksualnim i homoseksualnim obiteljima minimalne. Marks je u svojem radu citirao Regnerusa i prije nego što je njegov rad bio objavljen (u znanstvenoj zajednici je uobičajeno da znanstvenici koji međusobno surađuju na istraživanjima razmjenjuju svoje radove u pripremi - tzv. "sivu literaturu", prije nego što ti radovi budu službeno objavljeni) što njihovi kritičari koriste kao argument da su njih dvojica surađivali s ciljem širenja propagande protiv prava gay osoba u izbornoj 2012. godini - tako je političar Robert George koristio njihove tvrdnje u političkoj kampanji kako bi utjecao na mišljenje birača o gay osobama. Urednik časopisa, James Wright je priznao kako je Regnerusovo istraživanje objavljeno brže nego što je to uobičajeno, a istraživanje je primljeno na recenziju i prije nego što su svi dokumenti s podacima bili prikupljeni. Regnerusovo istraživanje je naišlo na brojne kritike - veliki broj ispitanika, koji su se izjasnili da imaju gay roditelje, dolazio je iz propalog braka gay roditelja s osobom suprotnog spola, što odmah povećava vjerojatnost socijalnih i psihičkih problema. To što istraživanje ne uspoređuje klasičnu netaknutu heteroseksualnu obitelj s 2 roditelja samo s netaknutim sličnim obiteljima isto tako 2 gay roditelja navodi se kao najveća mana Regnerusovog istraživanja - on je i sam priznao da nisu u procjeni imali onoliko netaknutih stabilnih gay obitelji koliko su se nadali jer naprosto nisu naišli na dovoljan broj ispitanika iz stabilnih gay obitelji  (a to stoga što studija otkriva da su gay obitelji u prosjeku nestabilne, podcrtava Regnerus), te da njegovo istraživanje ne govori izričito kako je seksualna orijentacija po sebi krivac za lošije socijalne prilike nekih ispitanika. Znanstvenici priznaju da je Regnerus prikupio vrijedne podatke, ali ocjenjuju da njegovo istraživanje jednostavno ne mijenja trenutačno stanje kako nema dokaza da će djeca iz stabilnih gay obitelji biti lošija od djece iz stabilnih heteroseksualnih obitelji.
Regnerusova studija je odmah izazvala znatne rasprave unutar znanstvene zajednice - ispočetka više političkog, nego uže znanstvenog tipa. Tako Gary Gates s UCLA School of Law’s Williams Institute (think-thank osnovan i financiran u svrhu promoviranja prava gay osoba) prikuplja već u lipnju 2012. godine (isti mjesec kada je objavljen Regnerusov članak) potpise 200 znanstvenika koji kritiziraju znanstveni časopis Social Science Research što je uopće odlučio objaviti rad Marka Regnerusa. Znanstvenici raznih struka okupljeni oko nesekularnog Baylor University Institute for Studies of Religion odmah odgovaraju izjavom potpore Regnerusu koji je sam povezan sa spomenutim institutom za religijske studije. Nakon nekoliko godina, Regnerus je očito uspio kao znanstvenik nadživjeti javnu kontroverzu koja je nastala povodom njegovog u medijima zapaženog rada o homoseksualnosti: 2018. godine je promoviran za redovnog profesora na uglednom University of Texas u Austinu, te je nastavio objavljivati članke u uglednim znanstvenim časopisima. U lipnju 2018. god. je Regnerus dao intervju hrvatskom "Glasu Koncila", u kojem ponavlja svoju tezu da su heteroseksualni parovi znatno pogodniji za odgoj djece od istospolnih parova, te ustraje da ne postoji konsenzus o pitanju usporedbe odgojnih učinaka za djecu odraslu u te dvije vrste zajednice - nego da jedino postoji jedan veći broj autora koji pristupaju izradi znanstvenih studija s unaprijed određenim zaključcima, koji onda način provedbe studije pristrano urede da ne daju vjerodostojne rezultate; u pogledu grešaka u uzorkovanju u studijama o odrastanju u istospolnim zajednicama poziva se na rad demografa Paula Sullinsa iz 2017. godine.
Kanadski ekonomist Douglas W. Allen 2013. godine objavljuje u Review of Economics of the Household studiju - utemeljenu na podacima prikupljenim na statističkoj bazi koju čini čak 20% kanadske populacije - gdje iznosi podatak da kod Kanađana koje su odgojili roditelji istospolnih seksualnih orijentacija postoji 35% manja vjerojatnost da će maturirati u odnosu na one koje su odgojili heteroseksualne osobe. Međutim, i to istraživanje posjeduje metodološke i statističke mane, smatra sociolog Philip N. Cohen. On ukazuje kako je u vrijeme koje obrađuje Allenovo istraživanje službeno postojalo tek 423 djece s gay ocem i 969 s majkom lezbijkom što bi značilo da je on u svojem uzorku od 20% populacije u najboljem slučaju mogao imati tek 85 djece s gay ocem i 194 s majkom lezbijkom. Cohen smatra da je to premali uzorak da bi zaključci koje je iznio Allen bili pouzdani i opće važeći, a k tome je Allen kod procjene stope maturiranja uzeo i one starosti 17-22 godine među kojima postoje i brojni oni koji još uvijek idu u školu što je vidljivo i po prikupljenim podacima koji pokazuju da su djeca ispitanici s istospolnim roditeljima u prosjeku mlađa od onih s heteroseksualnim roditeljima. Potom Allen iznosi kako je 69% njegovog uzorka maturiralo dok prema službenom popisu stanovništva čak 89% Kanađana starosti od 25 do 34 godine ima završenu srednju školu. Uz to Allen iznosi zaključak kako kćeri istospolnog roditelja prolaze znatno lošije uz spekulativno objašnjenje da one uz majku lezbijku prije dobivaju menstruaciju, postanu seksualno aktivne te time imaju veću šansu da napuste srednju školu, iako su neka istraživanja - ukazuje Cohen - zabilježila razliku u prvoj menstruaciji od tek 1-2 mjeseca. Još jedna značajna mana je, prema Cohenu, ta što je kod povezanosti obrazovanja i življenja s roditeljima izostavio one starije od 22 godine, koji žive s roditeljima, uz pretpostavku da njihov razlog za to nije povezan uz obrazovanje dok je po Allenu veća šansa da su oni mlađi od 22 godine, koji i dalje žive s roditeljima, napustili srednju školu. Potom kao referencu za to da istospolni roditelji ne mogu prikladno zamijeniti roditelja drugog spola koristi i epizodu humoristične serije Moderna obitelj. Ove prigovore protiv Allenove studije iznose Philip N. Cohen i njegovi ko-autori Andrew J. Perrin i Neal Caren u znanstvenom članku objavljenom 2013. godine u "Journal of Gay & Lesbian Mental Health".
Sociolog Michael J. Rosenfeld s prestižnog Sveučilišta Stanford je 2010. objavio istraživanje u kojem je prema kriteriju ponavljanja razreda došao do zaključka da djeca roditelja istospolne seksualne orijentacije dolaze esencijalno do jednakih obrazovnih postignuća kao i njihovi vršnjaci iz heteroseksualnih obitelji . Potom je Allen zajedno s Catherine Pakaluk i Josephom Priceom uzeo podatke iz Rosenfeldovog istraživanja te primijenio jednake kritizirane kriterije kao i u svom prethodno spomenutom istraživanju uzimajući u obzir nestabilne obitelji uz okrivljavanje istospolnog roditeljstva, a ne povijest problematičnih događaja koji su doveli do nestabilnosti u obitelji - došao je do slične procjene od 35%, no u ovom slučaju iznosi da se radi o 35% manjoj šansi za normalno napredovanje tijekom školovanja.
Walter R. Schumm u radu o pitanju LGBT roditeljstva objavljenom u časopisu Comprehensive Sociology 2014. pokušava dati zaokruženi pogled na relevantne studije - te ne odbacuje niti Regnerusove i Allenove radove, niti radove znanstvenika poput Michaela J. Rosenfelda koji zastupaju hipotezu o jednakim ishodima odgoja u LGBT i heteroseksualnim kućanstvima. Međutim nalazi da sva ta istraživanja imaju nedostatke, što nameće potrebu daljnjeg istraživanja tematike.
Neka istraživanja koja su prošla uz manje javnih prijepora ukazuju kako su djeca homoseksualnih roditelja tolerantnija i da će kasnije u životu vrlo vjerojatno biti otvorenija prema homoerotičkim vezama - djelomično zbog genetike (80% djece odgojene od strane homoseksualnih roditelja u SAD-u nisu posvojena, već su rezultat heteroseksualnih veza) i procesa socijalizacije (djeca obično odrastaju u relativno tolerantnijim školama, susjedstvima i socijalnim okruženjima koja su manje heteroseksistička), iako se velika većina djece odgojene od strane istospolnih parova deklarira heteroseksualno. Recenzija Charlotte J. Patterson za Američko psihološko društvo 2005. je zaključila da postojeći podaci ne pokazuju više stope homoseksualnosti među djecom istospolnih parova. Jedno je istraživanje pokazalo kako postoji veća vjerojatnost da će djeca gay i lezbijskih roditelja željeti posvojiti ne-heteroseksualne osobe, posebice kćeri lezbijskih roditelja.
Na hrvatskom jeziku, objavljuje Tanja Vučković Juroš 2017. godine objavljuje rad u kojem pokušava dati odgovor na pitanje postoji li u znanstvenoj zajednici konzenzus o pitanju usporedbe ishoda odrastanja djece u domaćinstvima istospolnih parova, s onima koje su odgajali parovi različitog spola. Juroš zaključuje da ima mnogo više autora koji tvrde da nema razlike u ishodima, ali da manjina autora tvrdi da konsenzus ipak ne postoji. Pritom, iznosi Juroš, većina autora prihvaća da su ishodi odgoja djece odgajane od stabilnih homoseksualnih parova slični ishodima odgoja djece kod stabilnih heteroseksualnih parova; ali neki autori ukazuju da je stabilnih veza homoseksualnih partnera izrazito malo. Juroš prenosi promišljanje nekih autora "da eventualnoj većoj nestabilnosti istospolnih veza doprinosi, između ostalog, institucionalna nemogućnost sklapanja braka (Biblarz i Stacey, 2001; Schumm, 2016; Bos, Kuyper i Gartrell, 2017)", pa sama Juroš (polazeći od premise da su istospolne veze nestabilnije jer partnerima nije moguće sklopiti brak) zaključuje da tako "postaje vidljivo licemjerstvo debate koja bi se fokusirala na to jesu li ili nisu veze istospolnih partnera stabilnije (što se većinom mjeri dugotrajnošću veze) od veza raznospolnih partnera koji imaju izbor stupiti u brak".
Posvajenje djece od gay parova uključuje pitanje surogatnog majčinstva, gdje je često jedan od homoseksualnih partnera biološki otac, a biološka majka - koja često uopće ne poznaje homoseksualce (ili heteroseksualce) kojima "donira" dijete - se odriče prava na dijete. Među medijski osobito praćene slučajeve spadaju takvi aranžmani u kojima su djecu dobili slavni britanski glazbenih sir Elton John i njegov istospolni partner David Furnish. Surogatno majčinstvo je u Hrvatskoj zabranjeno, te Kazneni zakon za takvu praksu predviđa kaznu od jedne do deset godina zatvora.

## Demografija
Mjerenje brojnosti homoseksualnih osoba suočeno je s brojnim poteškoćama. Potrebno je uzeti u obzir kriterije mjerenja koji se koriste, graničnu točku i vremensko razdoblje uzeto u određivanju homoseksualne orijentacije. Naime, mnogi se ljudi nerado deklariraju kao gay ili biseksualne osobe unatoč tome što ih seksualno privlače upravo osobe istoga spola. Karakteristike koje istraživači ispituju mogu, ali i ne moraju biti pouzdane tj. univerzalne u određivanju i definiranju određene seksualne orijentacije. Broj ljudi koji osjećaju seksualnu privlačnost prema osobama istog spola, ali ne djeluju sukladno nagonima, može biti veći od broja onih koji djeluju, a broj tih može biti veći od broja onih koji se u konačnosti deklariraju kao homoseksualne ili biseksualne osobe (gayevi, lezbijke i biseksualaci).
1948. i 1953. Alfred Kinsey je iznio podatke da je gotovo 46% muških ispitanika seksualno reagiralo na osobe oba spola tijekom odrasle dobi, a 37% ih je imalo barem jedno homoseksualno iskustvo; nešto više od 10% muških ispitanika je pokazivalo znatnu (makar ne isključivo homoseksualnu) spolnu privučenost osobama istog spola. John Tukey je kritizirao njegovu metodologiju navodeći da je koristio njemu odgovarajuće uzorke ispitanike umjesto da ih je birao potpuno slučajno. Kasnija revizija anketnog materijala koja je provedena u organizaciji Kinsey Institute pokušala je eliminirati pristranost u biranju uzorka ispitanika, ali se rezultati nisu bitno razlikovali od onih koje je 1940.- ih godina iznio sam A. Kinsey. Opsežno (na 50.000 ispitanika) znanstveno istraživanje provedeno 2002. godine u organizaciji federalnih zdravstvenih vlasti u SAD, iskazuje ipak podatke s manjim postocima osoba s istospolnim sklonostima: među muškim ispitanicima u dobi 15 - 44 godina prijavilo je njih 6,5 posto da su bilo kada u životu imali oralne ili analne seksualne odnose s drugim muškarcem; u taj postotak su uključeni i muškarci koji su bili barem jednom silovani u dječjoj ili odrasloj dobi (1,4% muškaraca u SAD, prema podacima federalnih zdravstvenih vlasti), te nešto veći postotak onih koji su u djetinjstvu ili odrasloj dobi bili izloženi drugim vrstama seksualnog nasilja. LeVay navodi pitanja u svezi navedenih Kinseyjevih rezultate kao primjer potrebnog opreza u interpretiranju demografskih istraživanja jer ona mogu dati poprilično različite brojeve ovisno o kriterijima koji su korišteni prilikom njihovog dobivanja unatoč korištenju čistih znanstvenih metoda.
Prema opsežnim istraživanjima 2-11% ljudi je imalo nekakav oblik istospolnog seksualnog kontakta tijekom života. Taj se postotak penje na 16-21%  kad se uz kontakt uzima u obzir i istospolna privlačnost i/ili ponašanje. U istraživanju iz 2006. 20% ispitanika se anonimno izjasnilo da su barem jednom iskusili homoseksualne porive, iako ih se tek 2-3% deklariralo kao homoseksualci. Ono iz 1992. je pokazalo da je 6.1% muškaraca u Velikoj Britaniji imalo homoseksualno iskustvo, dok je taj broj u Francuskoj bio 4.1%. Prema jednoj anketi iz 2008. 13% Britanaca je imalo nekakav istospolni seksualni kontakt dok ih se tek 6% izjasnilo homoseksualnim ili biseksualnim; kasnije istraživanje provedeno na 245 tisuća ispitanika, "Integrated Household Survey April 2011 to March 2012" iskazuje da u toj zemlji 1,5 posto ljudi sebe smatraju bilo homoseksualcima, bilo biseksualcima, bilo lezbijkama; najviše je takvih osoba - 2,7 posto - među adolescentima (starosti 16-24 godine). Nije razjašnjeno da li bi to bilo zbog toga što su stariji ispitanici svoje obrasce seksualnog ponašanja formirali u vrijeme kada se na seksualna eksperimentiranja nije gledalo blagonaklono ili stoga što se tijekom seksualnog sazrijevanja u adolescenciji postotak homoseksualaca smanjuje. Ured za nacionalnu statistiku (ONS) je 2010. objavio anketu u kojoj se 95% Britanca izjašnjavaju kao heteroseksualci, 1.5% homoseksualci ili biseksualci (3.5% ih se nije izjasnilo ili su dali odgovore kao što su ''ne znam'' ili ''ostalo'').
U SAD-u, prema izvještaju koje je za The Williams Institute (pravnički "think-thank" osnovan radi promoviranja jednakopravnosti LGBT osoba) sačinio znanstvenik Garry J. Gates iz travnja 2011. tek je 3.5% ili otprilike 9 milijuna odraslih homoseksualno ili biseksualno; riječ je o studiji koja nije koristila vlastito statističko istraživanje, nego je pokušala objediniti šarolike podatke iz različitih studija provedenih u različitim zapadnim zemljama - od Britanskih i Norveških podataka koji govore o približno 1,5% LGB osoba do jedne studije "Kinseyevog Instituta" iz Indijane koji govori o čak 5,6% LGB osoba. Prema popisu stanovništva iz 2000. bilo je u SAD 601.209 istospolnih nevjenčanih parova, te gej i lezbijska kućanstva predstavljaju 0,99% ukupnog broja partnerskih kućanstava u toj zemlji.

## Zdravstveni problemi, nasilje i zlostavljanje

### Zdravstveni problemi i rizici
Zdravstveni rizici se u pogledu LGBT osoba u stanovitoj mjeri razlikuju u odnosu na one koje ima opća populacija te su u nekim značajnim segmentima LGBT osobe izložene većim rizicima. Prema materijalu "Vodeća zdravstvena pitanja za LGBT populaciju - informacije i izvori", kojega su 2012. godine objavile federalne zdravstvene vlasti u SAD-u, postojeće znanstvene spoznaje ukazuje na veći rizik od patološke pretilosti, veći rizik razvoja alkoholizma i ovisnosti o drogama, depresivnih i anksioznih poremećaja te ćešća razmišljanja o samoubojstvu kod lezbijki nego kod heteroseksualnih žena. Kod gay muškaraca postoji znatno veći rizik od ovisnosti o alkoholu i drogama, depresije i samoubojstva, te mnogostruko veći rizik od zaraze spolno prenosivim bolestima (44 puta veći u slučaju rizika zaraze HIV-om); za razliku od heteroseksualnih muškaraca koji uglavnom ne osjećaju posljedice zaraze humanim papiloma virusom, kod gay muškaraca ta zaraza može rezultirati povećanim rizikom od raka rektuma zbog pojava virusnih bradavica. Kod biseksualaca je vjerojatnost od depresija i anksioznosti također dvostruko veća nego kod heteroseksualaca. Biseksualke su dvostruko sklonije zloupotrebi opojnih sredstava od heteroseksualnih žena. I kod muških i kod ženskih biseksualaca se znatno češće uočavaju razmišljanja o samoubojstvu nego kod heteroseksualaca. Kod transseksualnih osoba se uočava iznimno visok postotak osoba koje imaju suicidalne misli - 65% pri čemu je učestalost pokušaja čak 32%; one su često žrtve fizičkog nasilja - kako od stranih osoba, tako i od svojih ljubavnih partnera. Makar se statistike jako razlikuju ovisno od područja gdje se bilježe, kod transseksualnih osoba se također uočava znatan rizik od spolno prenosivih bolesti.
Velik broj istraživanja ukazuje na to da je povećana učestalost psihijatrijskih poremećaja, pokušaja samoubojstva, kao i povećano konzumiranje cigareta i opojnih sredstava, te pretilost  i zdravstvene posljedice vezane uz pretilost (kardiovaskularne bolesti, rak) kod LGBT osoba razmjerna stupnju psihičkog i fizičkog maltretiranja i drugih oblika socijalnog pritiska kojeg su zbog svoje seksualne orijentacije doživjele u djetinjstvu, mladosti ili odrasloj dobi. Od uklanjanja homoseksualnosti s popisa mentalnih bolesti 1973. posvećena je veća pažnja proučavanju utjecaja društvenih generatora stresa kao uzročnika duševnih bolesti kod LGBT osoba. Dugogodišnje studije dokazale su da faktori koji utječu na povećanu učestalost navedenih zdravstvenih problema LGBT osoba jesu odbijanje i osuda od strane roditelja u djetinjstvu i mladosti, stigmatizacija, diskriminacija, maltretiranje i osuda sredine, pogotovo u doba školovanja, te doživljeno fizičko ili seksualno nasilje. Ne postoje dokazi da homoseksualna i biseksualna orijentacija sama po sebi povećava učestalost duševnih bolesti kod LGBT osoba, već da njihove uzroke valja potražiti u negativnom utjecaju sredine (stigmatizacija, diskriminacija i nasilje). Dokazano je i da liberalizacija stavova u korist LGBT osoba u zadnjim desetljećima smanjuje razinu rizika pojave duševnih bolesti kod mlađih generacija LGBT osoba.
Članak objavljen u prestižnom medicinskom časopisu The Lancet iznosi kako bi se broj slučaja zaraze HIV-om kod gay muškaraca smanjio 80-90% kad bi rizik zareze tijekom analnog seksa bio isti kao kod vaginalnog - procjenjuje se da je rizik tijekom analnog seksa čak 18 puta veći iz bioloških razloga. Kada bi se smanjila isključivost u segregaciji uloga (eng. top, bottom,versatile), broj zaraza bi se smanjio za 25-50% - uzevši te 2 stvari u obzir zaključuju da bi broj zaraza bio manji za čak 95%, a smanjenju bi pridonijela i veća sigurnost od osuđivanja prilikom traženja testiranja ili zdravstvene pomoći čime bi se zaraženi gay muškarci brže dijagnosticirali, bolje liječili te bi postojala manja vjerojatnost da bez znanja inficiraju druge zdrave gay muškarce.
Najčešće preporuke za siguran seks za žene koje imaju spolne odnose sa ženama su:
- Izbjegavati kontakt s menstrualnom krvlju i s bilo kakvim vidljivim genitalnim lezijama partnerice.
- Koristiti za svaku osobu različiti kondom na seks igrački u slučajevima penetracije u vaginu ili anus više osoba.
- Koristiti barijeru npr. komad latexa prilikom oralnog seksa.
- Koristiti latex ili vinilne rukavice te lubrikant prilikom ručnog seksa koji bi mogao prouzročiti krvarenje oštećenjem.

Najčešće preporuke za siguran seks kod muškaraca su:
- Izbjegavati kontakt s tjelesnim tekućinama partnera i vidljivim genitalnim lezijama.
- Koristiti kondom prilikom oralnog i analnog seksa.
- Koristiti za svaku osobu različiti kondom na seks igrački u slučajevima penetracije u anus više osoba.

Općenito gledano, vrlo je česta zabluda, pogotovo među adolescentima, da pri oralnom seksu ne treba koristiti zaštitu i da se njime ne prenose bolest što iznimno zabrinjava liječnike jer je oralni seks među vodećim načinima prijenosa mnogih bolesti kao što je posebni tip HPV-a koji se povezuje s tumorima usne šupljine.
Prema podacima američkog Centra za zarazne bolesti, kod oko 3/4 adolescenata koji se zaraze AIDS-om do zaraze je došlo zbog muško-muškog seksualnog odnosa. U epidemiologiji sifilisa, se u SAD bilježe slični podaci - oko 75% zaraženih su muškarci koji održavaju seksualne odnose s muškarcima; uz procjenu da oko 4% muškaraca (oko 2% ukupne seksualno aktivne populacije) u SAD-u ulazi u seksualne odnose s drugim muškarcima. Zbog visokog rizika od spolno prenosivih bolesti kod ovih muškaraca, u većini zemalja svijeta je zabranjeno doniranje krvi i presađivanje organa od muškaraca koji su bilo kada u životu imali seksualne odnose s drugim muškarcima; u nekim zemljama je propisano da se može uzeti krv i druga tkiva i od takvih donora ako barem 12 mjeseci nisu stupali u seksualne odnose s drugim muškarcima. Unatoč tome što se LGBT udruge provode političke aktivnosti radi uvjeravanja zdravstvenih vlasti da promijene ove politike, između ostalog i zato što se prilikom doniranja krvi provode testiranja za cijeli niz zaraznih bolesti (koje donor ne mora platiti), medicinske struka za sada uglavnom smatra da i dalje postoje razlozi za takve zabrane koje su uglavnom uvedene u vrijeme pandemije AIDS-a 1980.-ih godina. Smatra se da propisana testiranja krvi još uvijek ne mogu s dovoljnom sigurnošću isključiti mogućnost da je donirana krv zaražena.
Što se tiče ostalih problema i rizika, s obzirom na to da LGB osobe često ne govore o svojoj spolnoj orijentaciji ili je izrijekom poriču kod traženja medicinske pomoći, statistička istraživanja je teško provesti. Recentne promjene zakonodavstva koje daju LGBT osobama razna prava vezana uz njihovu spolnu orijentaciju donekle mijenjaju stanje: tako studija iz 2009. rađena prema matičnim knjigama u Danskoj u kojima se registriraju također i istospolne zajednice, ukazuje da se kod gay muškaraca, koji su živjeli u registriranim partnerstvima, bilježi 8 puta veća vjerojatnost smrti zbog samoubojstva nego kod heteroseksualnih muškaraca; kod lezbijki u registriranim istospolnim partnerstvima nije zabilježena razlika u odnosu na heteroseksualne žene. Ove rezultate znanost uzima s oprezom: ne zna se koliko su oni razlikuju od zemlje do zemlje i za sada se ne može reći koliko se mijenjaju tijekom vremena.

#### Mentalno zdravlje
Seksualnost igra veliku ulogu u predviđanju psiholoških poremećaja i cjelokupnog mentalnog zdravlja. Oni koji se identificiraju kao lezbijke, homoseksualci, biseksualci, transrodne i/ili queer osobe imaju veći rizik od problema s mentalnim zdravljem, kao rezultat kontinuirane diskriminacije i viktimizacije od strane društva. Pripadnici ove populacije suočeni su s pogrdnim komentarima i govorom mržnje, bilo osobno ili putem društvenih medija, što negatovno utječe na njihovu vlastitu vrijednost i samopouzdanje. Izloženost diskriminaciji i mini agresijama dovodi do anksioznosti, depresije, misli o samoubojstvu, pokušaja samoubojstva i samoubojstva. Ovi učinci na mentalno zdravlje najvidljiviji su među adolescentima, međutim, rasprostranjeni su i među odraslim osobama svih dobnih skupina. Izvori diskriminacije i viktimizacije usmjereni prema LGBT populaciji mogu biti vanjski i unutarnji. Iako dio današnjeg društva i dalje ne prihvaća LGBT zajednicu i daju javne izjave kako bi izrazili svoje nezadovoljstvo, LGBT osobe često interno asimiliraju negativne reakcije koje primaju i naglašavaju razlike koje imaju s drugima. To zauzvrat uzrokuje da osjećaju krivnju i sram u vezi sa svojim identitetom, osjećajima i postupcima.
Najznačajniji prediktor bolesti mentalnog zdravlja među LGBTQ populacijom je prihvaćanje obitelji. Oni koji dobivaju malo ili nimalo obiteljske podrške i prihvaćanja imaju tri puta veću vjerojatnost da će pomišljati na samoubojstvo od onih koji iza sebe imaju snažan sustav podrške obitelji. Nedostatak podrške obitelji općenito je pogodniji za štetna ponašanja, kao što je zlouporaba droga i ilegalnih supstanci, što može uzrokovati daljnju štetu mentalnom zdravlju pojedinca. Više aspekata životnih stilova, uključujući religiju, mogu utjecati na potporu obitelji. Oni koji imaju jake obiteljske veze s religijom možda će rjeđe tražiti podršku i pomoć od članova obitelji zbog straha od nedostatka prihvaćanja unutar obitelji, kao i unutar vjerske zajednice.
Popis različitih psiholoških problema s kojima se LGBT osobe često suočavaju:
- Anksioznost
- Depresija
- Opsesivno kompulzivni poremećaj
- Fobije
- PTSP
- Zlouporaba supstanci
- Samoozljeđivanje
- Suicidalne sklonosti i samoubojstvo

### Izloženost homoseksualnih osoba nasilju i spolnom zlostavljanju
Prema podacima za SAD, silovanje - tj. najteži oblik spolnog zlostavljanja - doživi 17,4% heteroseksualnih žena, 13,1% lezbijki i čak 46,1% biseksualnih žena. Biseksualne žene su najizloženije i drugim vrstama zlostavljanja, te ukupno 74,91% biseksualki doživi neku takvu vrstu spolnog zlostavljanja, u usporedbi s 46,3% lezbijki i 32,2% heteroseksualnih žena. Počinitelji spolnog zlostavljanja nad ženama su muškarci, u oko 9/10 slučajeva.
U istoj zemlji, 1,4% odraslih muškaraca iskazuje da su barem jednom u životu bili silovani od drugih muškaraca, a 4,8% da su barem jednom bili natjereni da seksualno penetriraju drugu osobu. Neku vrstu spolnog zlostavljanja (osim rjeđih silovanja koja uključuju primjenu sile i ozbiljne prijetnje, tu spadaju i spolni odnosi s maloljetnikom bez primjene fizičke sile) doživi barem jednom u životu 40,2% osoba koje se u odrasloj dobi deklariraju kao homoseksualci, 47,4% biseksualnih muškaraca i 20,8% heteroseksualanih muškaraca.
Prema podacima američkih saveznih zdravstvenih vlasti, najveći dio ženskih žrtava svih oblika spolnog nasilja imali su počinitelje koji su bili muškarci. Među muškarcima koji su žrtve seksualnog nasilja (izuzev silovanja, koje prema metodologiji koju su primijenile američke vlasti mogu počiniti isključivo muškarci), 76,8% homoseksualaca, 65,8% biseksualaca i 28,6% heteroseksualaca imali su počinitelje koji su također muškarci. Najčešće žrtve seksualnog zlostavljanja su ipak djeca: procjenjuje se da u SAD svaki šesti dječak bude žrtva nekog oblika seksualnog zlostavljanja prije osamnaeste godine. Počinitelji seksualnog nasilja nad dječacima su u 86% slučajeva osobe istog spola; žrtve seksualnog nasilja se potom vrlo često preispituju jesu li one zapravo homoseksualci, i jesu li zapravo htjeli da budu izvrgnute takvom seksualnom pristupu. Kod djevojčica, žrtvama neke vrste seksualnog nasilja biva njih približno jedna četvrtina; počinitelji su u i tim slučajevima mahom muškarci.
U pogledu nasilja između intimnih partnera, podaci za homoseksualne osobe su slični onima za heteroseksualne osobe. Kod žena, 40,4% lezbijki doživi fizičko nasilje od intimnog partnera, u odnosu na 32,3% heteroseksualki. Biseksualke su izloženije nasilju te čak njih 56,9% priznaje da su bile žrtvama fizičkog nasilja čiji je počinitelj bio njihov intimni partner. 28,7% heteroseksualnih muškaraca priznaje da su bili žrtvama fizičkog nasilja čiji je počinitelj intimni partner. Takva iskustva ima 25,2% homoseksualaca i 37,3% biseksualaca.
Homoseksualne osobe su manje sklone prijaviti nasilje u svojim vezama, dijelom i stoga što nisu spremni "izaći iz ormara" pri prijavljivanju djela kojeg su žrtve. Tako je i kod traženja medicinske pomoći - lezbijke češće trpe teže ozljede zbog nasilja intimnog partnera od heteroseksualki, ali rjeđe traže medicinsku njegu. U postupanju američke policije uočeno je da fizičko nasilje jednog homoseksualnog partnera nad drugim često tretiraju kao "međusobnu tučnjavu", te su čak skloni počinitelja i žrtvu smjestiti u istu zatvorsku ćeliju. P. Latellier u studiji iz 1994. godine upozorava da su muškarci rjeđe spremni sebe sagledati kao žrtve, makar su objektivno izloženi nasilju u intimnoj vezi: to vrijedi i za homoseksualce koji su žrtve takve vrste nasilja.

## Psihoterapija i psihološka podrška
Psihijatrijska i psihološka struka nude LGBTIQ osobama psihološku podršku kako bi pojedinci mogli lakše prihvatiti svoj identitet i prevladati izazove i stigmatizaciju koje im nameću društvene norme i očekivanja. Najpoznatija terapija je gej afirmativna terapija koja pokriva različite aspekte kao što su razvoj identiteta, proces outanja, roditeljske i obiteljske prakse i podrške kao i pitanja predrasuda i diskriminacije koja zahvaćaju LGBTIQ zajednicu.
Primjerena afirmativne psihoterapije temelji se, prema Američkom psihološkom društvu, na sljedećim znanstvenim činjenicama:
- Istospolna seksualna orijentacija predstavlja normalnu i pozitivnu varijaciju ljudske seksualnosti tj. nije indikator mentalnih ili razvojnih poremećaja;
- Homoseksualnost i biseksualnost su stigmatizirane, a stigma donosi različite negativne posljedice (D'Augelli & Patterson, 1995; DiPlacido, 1998; Herek & Garnets, 2007; Meyer, 1995, 2003);
- Istospolna privlačenja i ponašanje se mogu javiti u kontekstu raznih seksualnih orijentacija i na njima baziranih identiteta (Diamond, 2006; Hoburg et al., 2004; Rust, 1996; Savin-Williams, 2005);
- Gay muškarci, lezbijke i biseksualne osobe mogu sretno i zadovoljno živjeti te oformiti stabilne veze i obitelji koje su u bitnim osobinama istovrijedne heteroseksualnim vezama (APA, 2005c; Kurdek, 2001, 2003, 2004; Peplau & Fingerhut, 2007);
- Ne postoje empirijski dokazi i relevantna recenzirana (eng. peer-reviewed) istraživanja koja podupiru razmišljanja o homoseksualnosti kao posljedici obiteljske disfunkcionalnosti ili traume (Bell et al., 1981; Bene, 1965; Freund & Blanchard, 1983; Freund & Pinkava, 1961; Hooker, 1969; McCord et al., 1962; D. K. Peters & Cantrell, 1991; Siegelman, 1974, 1981; Townes et al., 1976).

Pojedinci mogu imati koristi od gej afirmativne terapije ako njihov terapeut dijeli isto iskustvo kao oni, ali u tom slučaju terapeut može biti pristran ako je dio LGBT zajednice. Heteroseksualni terapeuti mogu imati predrasude ili imati nedovoljno znanja da bi mogli pravilno postupati s klijentom koji pripada LGBT zajednici. Stoga je bitno da se psihoterapeuti kontinuirano educiraju i razvijaju u svojoj struci kako bi mogli pružiti maksimalnu pomoć i podršku različitim društvenim manjinama.

### Psihološka podrška u Hrvatskoj
Osim konvencionalne psihoterapije, LGBT osobe imaju velike koristi i od psihološkog savjetovanja i grupa podrške koje pružaju mnoge LGBT udruge za svoju zajednicu koje su u pravilu besplatne. Grupe podrške omogućavaju LGBT osobama razmjenu iskustava, znanja i informacija te međusobnu socijalizaciju i razmjenu emocionalne i socijalne podrške. Individualno savjetovanje omogućuje rad na sebi i aktualnom problemu kroz anonimnu, intimnu i povjerljivu atmosferu u savjetovalištu dok on-line podrška omogućava svim osobama koje nisu iz tog mjesta ili nisu spremne riskirati anonimnost da dobiju pomoć i podršku. Tijekom savjetovanja, LGBT osoba koji ima poteškoća u određenim aspektima svog života povezuje se sa savjetovateljem kako bi uvidio u čemu je izazov i napravio određene promjene u svom životu. Uz podršku, savjetovatelj pomaže osobi u jačanju njegovih snaga i razvoju novih vještina suočavanja s poteškoćama. Osnovni cilj savjetovanja osobni je rast i razvoj, jačanje mentalnog zdravlja i dobrobiti osobe, te unaprjeđenje njegovih interpersonalnih odnosa. U Hrvatskoj takve usluge pružaju organizacije poput Iskoraka, Zagreb Pride-a, Trans Aid-a i LGBTIQ inicijative Aut.

### Učinkoviti psihoterapijski pristupi

#### Terapija pisanjem
Istraživanje je pokazalo da pisanje o traumatskim ili negativnim iskustvima (poznato kao "ekspresivno pisanje") može biti učinkovit način za smanjenje psihološkog stresa koji proizlazi iz takvih događaja. Kada su mladi koristili metodu ekspresivnog pisanja za pitanja vezana za njihov LGBTIQ identitet, njihovo mentalno zdravlje se poboljšalo. Ovo poboljšanje je bilo posebno značajno kod mladih koji nisu imali širu podršku društva, koji su pisali o ozbiljnijim temama, kao i kod pojedinaca koji su bili manje otvoreni o svojoj seksualnosti ili se nisu outali. Pokazalo se da metoda ekspresivnog pisanja dovodi do poboljšanja kod čitavog niza problema, uključujući bolest, traumu iz djetinjstva i stres u vezi. Često se koristi s drugim kreativnim tehnikama u psihoterapiji.

#### Kognitivno-bihevioralna terapija (KBT ili BKT)
Kognitivno-bihevioralna terapija usredotočuje se na promjenu misli i osjećaja koji dovode do negativnih ponašanja, u pozitivnije misli, osjećaje i ponašanja. Ova metoda liječenja učinkovita je za različite probleme mentalnog zdravlja, uključujući i one povezane s LGBTQ identitetima. KBT može pomoći u smanjenju depresije i anksioznosti te promicati zdrave mehanizme suočavanja s problemima koji se javljaju kod LGBTQ populacije.

#### LGBT savjetovanje i edukacija roditelja i obitelji
Mnogi LGBTQ mladi se suočavaju s negativnim reakcijama od svoje obitelji zbog svoje seksualnosti ili seksualnog identiteta. To može rezultirati narušenim mentalnim zdravljem. Neprihvaćanje seksualnosti LGBTQ mladih unutar obitelji može rezultirati zlostavljanjem ili u težim slučajevima izbacivanjem ili njihovim bijegom od kuće. Zbog ovih čimbenika, prosječno 28% LGBTQ mladih ima suicidalne misli, a 15%-40% svake godine pokuša počiniti samoubojstvo. Procjenjuje se da je između 20 i 40 % mladih bez doma iz LGBT populacije.
Obiteljska terapija u kojem su roditelji dobili značajna razdoblja za prihvaćanje svojih osjećaja prema svom djetetu pokazala se učinkovitom. Roditelji su na taj način imali vremena razmisliti o tome što misle o seksualnoj orijentaciji svog djeteta i postati svjesni kako bi njihove reakcije mogle utjecati na mentalno stanje njihovog djeteta. Adolescenti koji su sudjelovali u ovom tretmanu imali su manje suicidalnih misli i manje osjećaja povezanih s depresijom. Ova metoda terapije je od pomoći samo ako su obitelj ili roditelji voljni proći kroz proces prihvaćanja i razbijanja bilo kakvih predrasuda ili stigme koju mogu imati prema seksualnoj orijentaciji člana svoje obitelji.

### Konverzijska terapija
U prošlosti, kada se na homoseksualnost gledalo kao na psihološki poremećaj, često se nudila i reparativna (konverzijska) terapija koja se fokusirala na promjenu homoseksualnih sklonosti u heteroseksualne i/ili promjena transrodnog identiteta u cis-rodni identitet. Danas se zbog nedostatka znanstvene potpore, njezine povezanosti sa psihosocijalnim zdravstvenim problemima i odbijanja te prakse od strane organizacija kao što je Američko udruženje psihijatara (APA), korištenje konverzijske terapije smatra etički problematičnom. S obzirom na navedenu zabrinutost, više zemalja i američkih saveznih država ju je zabranilo. Unatoč tome je u pojedinim državama i dalje dostupna i korištena, prvenstveno od strane religioznih i konzervativnih osoba.
Konverzijska terapija sastoji se od raznih pristupa u rasponu od individualnih razgovora, psiholoških grupa, averzivnih postupaka i hormonske terapije, do religioznih tehnika kao što su prijetnje vječnim prokletstvom ili korištenje molitve. Za konverzijsku terapiju postoji malo empirijskih dokaza, budući da je većina dokaza anegdotska ili im nedostaje znanstveno priznanje da djeluje. Nije opovrgnuto da sudionici koji su ju završili potencijalno lažiraju, bilo svjesno ili nesvjesno odnosno da doživljavaju racionalizaciju izazvanu disonancijom. Dugoročni učinci konverzijske terapije, kao što su smanjen seksualni nagon, sram, strah, nisko samopouzdanje te povećana depresija i anksioznost uočeni su kod pojedinaca koji su sudjelovali u njezinim programima.
Prema često kritiziranoj organizaciji zbog nedostatka znanstvenih dokaza i upitne sekularnosti, NARTH, smjernice konverzijske terapije uključuju:
- da bi na početku tretmana terapeut trebao pružiti pacijentu informacije o procesu promjene seksualne orijentacije koje su točne i dovoljne (Smjernica 5);
- da bi tijekom tretmana terapeut trebao koristiti prihvaćene psihološke pristupe psihoterapiji koji minimiziraju rizik da se naškodi pacijentu s neželjenim istospolnim sklonostima (Smjernica 6);
- da bi kliničari trebali poznavati psihološka i bihevioralne probleme koje česti prate istospolne sklonosti te da pruže ili upute pacijenta na terapiju potrebnu za suočavanje s tim problemima (Smjernica 7);
- da bi terapeuti trebali uzeti u obzir i shvaćati složene pritiske koje kultura, religija i obitelj stavljaju pred LGBT pacijente (Smjernica 8);
- da bi terapeuti trebali prepoznati specifične poteškoće i rizike koji postoje kod mladih LGBT osobama (Smjernica 9).

## Diskriminacija

### Gay bullying
Gay bullying može biti verbalno ili fizičko zlostavljanje osoba koje nasilnik doživljava kao lezbijku, gay, biseksualnu ili transrodnu uključujući i osobe koje su zapravo heteroseksualne ili nepoznate seksualne orijentacije. U Sjedinjenim Američkim Državama tinejdžeri su prosječno čuli 26 puta na dan ili svakih 14 minuta pogrdne nazive kao što su ''homić'', ''pederčina'' (eng. faggot) i ''curica'' (eng. sissy). Istraživanje je 1998. provelo udruženje Mental Health America.

### Heteroseksizam i homofobija
U brojnim kulturama homoseksualni ljudi su učestalo predmet predrasuda i diskriminacije. Istraživanje provedeno u Nizozemskoj je 2011. pokazalo kako 49% tamošnje domaće i 58% strane mladeži odbija smatrati homoseksualnost za normalnu varijaciju ljudske seksualnosti. Takvi su stavovi obično povezani s oblicima homofobije i heteroseksizma koji uglavnom uključuje stavove da bi svi trebali biti heteroseksualni ili da su heteroseksualne privlačnosti i veze norma te stoga superiorni homoseksualnim. Homofobija je averzija prema homoseksualnim osobama ili neopravdani strah od istih te najčešće uključuje diskriminaciju. Manifestira se u različitim oblicima te su zabilježeni različiti tipovi: internalizirana homofobija, socijalna homofobija, emocionalna homofobija, racionalizirana homofobija i druge. Postoje još i lezbofobija (usmjerena isključivo prema lezbijkama) i bifobija (usmjerena prema biseksualnim ljudima). Kada se takvi stavovi manifestiraju kao zločini, vrlo se često nazivaju zločini iz mržnje ili eng. gay bashing odnosno hate crime. 
Među negativnim stereotipima o LGB osobama je onaj da su one više promiskuitetne i da su sklonije zlostavljanju djece, no nema znanstvene osnove za takve tvrdnje. 
Više znanstvenih studija provedenih u SAD u vrijeme ubrzanog širenja AIDS-a ukazalo je da promiskuitet nije više u izrazitoj mjeri bio rasprostranjen među homoseksualnim osobama. Sociološka studija koju je 2012. objavio Barry Reay otkriva da se učestalost promiskuitetnog ponašanja povećava i smanjuje iz desetljeća u desetljeće, kod homoseksualaca kao i kod heteroseksualaca. Gay muškarci i lezbijke su sposobni formirati stabilne, posvećene veze koje su u osnovi ekvivalentne heteroseksualnim vezama.
Seksualna orijentacije ne utječe na veću vjerojatnost zlostavljanja djece. Tvrdnje da postoje znanstveni dokazi koji pokazuju vezu između homoseksualnosti i pedofilije su bazirane na zloupotrebi tih naziva i pogrešnoj interpretaciji stvarnih dokaza.
Naime, makar se procjenjuje da svaki šesti dječak bude žrtva nekog oblika seksualnog zlostavljanja prije nego navrši 15 godina života, a počinitelji spolnog nasilja nad dječacima su žene u samo 14% slučajeva, pretežni dio žrtava spolnog nasilja svih oblika predstavljaju maloljetnici mlađi od 12 godina; tako među žrtvama istospolnog silovanja dječaci mlađi od 12 godina predstavljaju 79% žrtava. Psihijatri promatraju pedofiliju (tj. seksualnu sklonost dječacima i djevojčicama koji još nisu razvili sekundarne spolne značajke - razvoj tih značajki uglavnom se događa oko dvanaeste godine života) kao zasebni fenomen, koji nije identičan s homoseksualnošću.

### Institucionalno i neinstitucionalno nasilje protiv gejeva i lezbijki
2014. u svijetu su homoseksualne aktivnosti bile ilegalne i kažnjive zakonom u 81 zemalja svijeta, a smrtna kazna za takve aktivnosti postoji u njih 10.
I u državama u kojima homoseksualnost nije kažnjiva zakonom nerijetki su ispadi osobnog nasilja protiv LGBT ljudi. Tako je za SAD FBI izvijestio da je 20.4% prijavljenih zločina iz mržnje 2011. godine bilo povezano sa seksualnom orijentacijom. 56.7% tih je zločina bilo usmjereno protiv muških homoseksualnih osoba, a 11.1% protiv ženskih. 29.6% ih je bilo usmjereno općenito prema homoseksualnim ljudima bez obzira na spol. LGBT osobe mogu postati žrtve tzv. ispravljačkog silovanja (eng. corrective rape) čiji je cilj osobu natjerati da postane heteroseksualna. Također su izložene riziku od ubojstva iz časti koje ponekad izvrše članovi obitelji ili rodbine zbog mišljenja da im je homoseksualna osoba u obitelji nanijela veliku sramotu.
Pripadnici LGBT populacije se značajno češće suočavaju s obiteljskim nasiljem, izbacivanjem iz kuće i drugim zlostavljanjem u kućanstvu. Istraživanje iz 2021. godine pokazalo je da je oko 49 % LGBT osoba u SAD-u doživjelo neki vid diskriminacije na poslu, a 34 % ih je dalo otkaz zbog mobbinga. 50 % sudionika nije se outalo svojem zaposleniku, a 26 % nije podijelilo informaciju o svojoj seksualnoj orijentaciji niti jednoj osobi na svom radnom mjestu zbog straha od diskriminacije.

### Anti-LGBT retorika
Anti-LGBT retorika su teme, fraze i slogani koji se koriste protiv homoseksualnosti ili neke druge ne-heteroseksualne orijentacije kako bi se ponizile lezbijke, gay, biseksualne i transrodne osobe. Variraju od ponižavajućih i pejorativnih do onih koji izražavaju negativnost na temelju religije ili morala te često mogu biti okarakterizirani kao govor mržnje.
Takva retorika često ima ideološko uporište u heteroseksizmu i može biti potaknuta homofobijom, bifobijom i transfobijom. Anti-LGBT slogani se koriste kako bi se širilo protivljenje LGBT pravima ili pak punoj prihvaćenosti osoba homoseksualne ili biseksualne orijentacije.
Najčešći primjeri kojima se anti-gay retoričari koriste su ti da je homoseksualnost protiv tradicionalnih vrijednosti, da je uništavač obitelji i ljudske vrste.
- Ističe se kako je istospolni nagon neprirodan. Takvu je opasku koristio još Platon u Zakonima I 636c i VIII 841d nazivajući homoseksualni seks neprirodnim tj. ''izvan prirode'' (para phusin). Relativno ispravniji bi bio izraz da je homoseksualnost moralno neispravna,[220] a ne neprirodna jer je homoseksualno ponašanje višestruko zabilježeno u prirodi. Takvo se razmišljanje povezuje s logički irelevantnim pristupom koji se naziva argument prirodnosti (eng. appeal to nature) koji se temelji na razmišljanju da prirodnost nužno uvjetuje ispravnost nečega.[221] Moderni kršćanski slogan koji izražava takva stajališta jest: ''Bog je stvorio Adama i Evu, a ne Adama i Stevu.''[222][223]
- Kao anti-gay retorika javlja se uspoređivanje homoseksualnosti i pedofilije,[224] no seksualna orijentacije ne utječe na veću vjerojatnost zlostavljanja djece.[206][207][208] Tvrdnje da postoje znanstveni dokazi koji pokazuju vezu između homoseksualnosti i pedofilije su bazirane na zloupotrebi tih naziva i pogrešnoj interpretaciji stvarnih dokaza.[207] U Hrvatskoj se koristi argumentacija da se homoseksualne osobe ne bi trebale smatrati prirodnim i normalnim te im se ne bi smjela dati sva prava jer će onda i pedofili tražiti isto,[225] a ako dopustimo gay brakove, doći će do toga da će ljudi tražiti da se žene s drugim životinjama.[226] Danas se javlja i slogan: ''Homoseksualci ne mogu reproducirati pa moraju regrutirati'' čime se izražava viđenje kako homoseksualne osobe vrebaju djecu kako bi ih navele na homoseksualni način života.[227]
- ''Homoseksualni spolni čin je grijeh'' čest je argument pripadnika abrahamskih religija tijekom prosvjeda protiv LGBT osoba. U Starom zavjetu stoji: ''Ako bi muškarac legao s muškarcem kao što se liježe sa ženom, obojica bi počinila odvratno djelo. Neka se smaknu i krv njihova neka padne na njih.''[228]
- Iduća raširena tvrdnja je ta da je AIDS gay bolest.[229] Više o tome u članku pod Zdravstveni problemi i rizici.

## Homoseksualno ponašanje uživotinja
Do 1999. približno 1.500 životinjskih vrsta - od primata, crva i grizli medvjeda do ovaca  - opaženo je u ponašanjima koja se mogu označiti homoseksualnim; od toga za oko 500 vrsta postoje dobro dokumentirani izvještaji. Kao primjere homoseksualnog ponašanja uzimala su se u tim istraživanjima se ne samo seksualne aktivnosti, nego također i izvođenje aktivnosti udvaranja pred jedinkama istog spola, privrženost drugoj jedinki istog spola, povezivanje jedinki istog spola u parove i zajednička briga jedinki istog spola za potomstvo. Životinjsko seksualno ponašanje poprima brojne različite oblike pa i unutar iste vrste. Motivi i implikacije takvih različitih ponašanja tek moraju biti potpuno istraženi. Prema Bruceu Bagemihlu ''životinjsko carstvo pokazuje daleko veću seksualnu raznolikost - uključujući homoseksualni, biseksualni i nereproduktivni seks - nego što su to znanstvena zajednica i društvo prethodno bili voljni prihvatiti''.
Simon LeVay je unatoč tome istaknuo: ''iako je homoseksualno ponašanje jako često u životinjskom svijetu, čini se da individualnim životinjama nije srodna dugoročna predispozicija za uključivanje u takvo ponašanje uz potpuno isključivanje heteroseksualnih aktivnosti. Prema tome, čini se da je homoseksualna orijentacija, ako se o tome kod životinja može govoriti na taj način, rijetkost.'' Primjer vrste kod koje su uočene jedinke s isključivo homoseksualnom orijentacijom je ovca (lat. Ovis aries) koja spada u nemonogamne vrste: ''Oko 10% mužjaka odbija se pariti sa ženkama, ali se voljno pare s drugim mužjacima.'' Osim kod ovaca, isključivo homoseksualno ponašanje je uočeno i kod nekih vrsta pingvina pri čemu pojedini mužjaci preferiraju samo jednog partnera istog spola cijeli život te se odbijaju pariti se ženkama i onda kad im se ukaže prilika.
Pojava homoseksualnog ponašanje u životinja vrlo se često koristi kao protuargument za tvrdnju da je homoseksualnost lat. peccatum contra naturam (grijeh protiv prirode). Tako je taj argument navelo i Američko društvo psihijatara u izvještaju američkom vrhovnom sudu (United States Supreme Court) u slučaju Lawrence v. Texas kada je sud 2003. svojom presudom srušio zakone koji su kriminalizirali homoseksualnost u 14 američkih saveznih država čime su istospolne seksualne aktivnosti postale legalne na teritoriju čitavog SAD-a.
Bagemihl je npr. uočio da su kod žirafa 9 od 10 sparivanja bila između mužjaka prilikom čega je uočio da je homoseksualno ponašanje, koje je uključivalo analnu penetraciju s orgazmom, uglavnom bilo u funkciji iskazivanja dominantnosti, kompeticije ili pozdrava. Neki smatraju da takvo ponašanje ima svoje podrijetlo u socijalnoj organizaciji i dominantnosti kod mužjaka dok drugi (Bagemihl,  Joan Roughgarden,  Thierry Lodé,  and Paul Vasey) smatraju da se ne radi samo o dominantnosti, već i o jačanju zajedništva te socijalnih veza unutar skupine.

## Povijest homoseksualnosti
Prva spominjanja homoseksualnosti nalazimo u staroj Grčkoj; tako Platon (5. – 4. stoljeće pr.n.e.) u djelu Gozba (Simpozij, tematika je ljubav) spominje homoseksualne odnose između osoba istog spola, a i žene koje su zaokupljene (trepesthai, taj izraz ne referira izričito na seksualnu želju) drugim ženama i ne mare za muškarce.
U staroj Grčkoj radilo se gotovo isključivo o odnosima između odraslih muškaraca i dječaka: Plutarh (1. – 2. stoljeće pr.n.e.), pišući o Lakademoncima (Spartancima), bilježi da su erotski odnosi muškaraca prema dječacima bili „toliko na dobrom glasu među njima, da su i najuglednije dame na takav način postupale s djevojčicama". Nadalje piše da "rivalitet nije postojao i ako bi se nekolicini muškaraca svidio isti (dječak), to je bio početak jednog intimnog prijateljstva te bi svi oni zajednički nastojali da predmet njihove sklonosti bude što potpunije zadovoljen."
Na području Irana i Afganistana postoji do danas drevni običaj da stariji muškarci uzimaju u kućanstvo dječake, odijevaju ih u žensku odjeću i koriste u seksualne svrhe. Takve dječake se naziva Bača-bazi (Bacheh-baazi) što znači igranje s djecom.
Valja opaziti da su u gornjim slučajevima posrijedi odnosi odraslih muškaraca s dječacima kod kojih je pubertet počeo ili uznapredovao pa se prema aktualnim definicijama koje koriste psihijatrijska i psihološka struka ne radi o pedofiliji (o čemu struka danas govori kada je posrijedi seksualna sklonost prema predpubertetskoj djeci) nego o homoseksualnosti.
U pogledu stare Grčke, također, vrijedi opaziti da je homoseksualnost bila prilično raširena, ali je kulturalno uglavnom bila odbacivana: "Sva tri najveća grčka filozofa: Sokrat, Platon i Aristotel, smatrali su homoseksualno ponašanje u sebi sramotnim, nemoralnim i doista izopačenim ili izopačujućim ... Platon koji je u svojoj Gozbi napisao slavnu pohvalu romantičnim i duhovnim ljubavnim odnosima između muškaraca i dječaka, čini vrlo jasnim da su svi oblici seksualnog ponašanja izvan heteroseksualnog braka sramotni, pogrešni i škodljivi. To je osobito vidljivo iz njegovog pisanja o toj stvari u njegovu zadnjem djelu Zakoni, ali također dovoljno jasno u Državi i Fedru, pa i u samoj Gozbi."
Sličan oblik homoseksualnosti između odraslih muškaraca i dječaka u pubertetu i ranoj adolescenciju bilježi se i kasnije u Rimu. Car Teodozije I. donosi 390. godine zakon koji za pasivnog partnera propisuje kaznu paljenjem na lomači.
Na Bliskom istoku, povijest homoseksualnosti možemo kontinuirano pratiti još od početaka Islama koji takve prakse osuđuje i uglavnom teško kažnjava.
Nakon, izgleda, zamiranja homoseksualnih praksi tijekom srednjeg vijeka, u renesansi se one ponovno evidentnije u Europi. Najprije se bilježe u trgovačkim središtima Italije, poput Firence, možda zbog pojačanih trgovačkih i kulturalnih odnosa s Bliskim istokom gdje je homoseksualnost stalno prisutna. Ponovno se bilježi obrazac seksualnih odnosa odraslih muškaraca s dječacima i mladićima u ranoj adolescenciji - onako kako je bilo uobičajeno u staroj Grčkoj i Rimu, a i na Bliskom istoku. U Firenci se takav oblik homoseksualnosti bio duboko uvriježio te je zadnji vladar iz kuće Medici, Gian Gastone (r. 1671. - u 1737.), bio međunarodno poznat po odnosima s vrlo velikim brojem dječaka i mladića koje je držao u svojoj pratnji: izgleda da je enormni međunarodni skandal koji je proizlazio iz tog javnog prakticiranja homoseksualnosti znatno pridonio kraju vojvodske loze Medici.
Revolucionarna Francuska 1791. godine donosi kazneni zakonik u kojemu sodomija više nije kažnjiva, čime postaje prva zemlja u kojoj je homoseksualnost dekriminalizirana. Međutim, drugim pravnim i socijalnim mjerama homoseksualnost je u Francuskoj i nakon toga održana u strogo privatnoj sferi. U drugim je Europskim zemljama homoseksualnost dekriminalizirana mnogo kasnije: u Velikoj Britaniji 1967. godine (u Sjevernoj Irskoj tek 1982.), u pojedinim saveznim državama SAD-a u razdoblju od 1961. do 2003. godine, a u Hrvatskoj 1977. godine.
Nakon II. svjetskog rata - najprije u SAD-u - nastaje politički pokret za prava homoseksualaca, počev od Mattachine Society osnovanog u Los Angelesu 1950. godine kao konspirativna organizacija (sama homoseksualnost je bila ilegalna); taj rani pokušaj nije bio osobito uspješan. Međutim se u velikim gradovima formiraju veće zajednice homoseksualaca; napetost između homoseksualne zajednice, što se oformila u gradu New Yorku, i glavne kulturalne struje, koju je prezentirala policija, iskazao se prigodom racije 28. lipnja 1969. godine u "Stonewall Innu" u Greenwich Villageu. Obljetnicu Stonewallskih nemira je danas uobičajeni datum održavanja tzv. Gay pride manifestacija širom svijeta i na taj način ostaju kulturalnim orijentirom pokreta za prava LGBT osoba. Nakon toga postaje pokret za prava homoseksualaca dijelom ljevičarski usmjerenih studentskih i srodnih društvenih gibanja krajem 1960.- ih i tijekom 1970.-ih godina.
Američko psihijatrijsko društvo je 1973. uzevši u obzir znanstvene dokaze uklonilo homoseksualnost s popisa bolesti, a istu je poziciju 1975. zauzelo i Američko psihološko društvo; potom homoseksualci najprije u SAD-u pa potom i u većem broju zemalja kulturno i politički povezanih sa SAD-om (uključujući gotovo čitavu Europu) organiziranim aktivizmom uspijevaju izboriti status društvene manjine i zaštitu kakvu uživaju društvene manjine. Nakon što je 2001. godine Nizozemska donijela zakon kojim se omogućuje registriranje homoseksualnih partnerstava kao brakova, zakoni o istospolnom braku su donijeti u još petnaestak zemalja. Trenutačno je glavna preokupacija pokreta za LGBT prava u zapadnim zemljama zalaganje za zakon o istospolnom braku te ozakonjenje posvajanja djece i surogatnog majčinstva za članove istospolnih zajednica. S krajem 2014. u sedamnaest zemalja svijeta postoji mogućnost sklapanja istospolnog braka (Argentina, Belgija, Brazil, Kanada, Danska, Francuska, Island, Luksemburg, Nizozemska, Novi Zeland, Norveška, Portugal, Južna Afrika, Španjolska, Švedska, Ujedinjeno Kraljevstvo i Urugvaj) kao i u nekim podnacionalnim jurisdikcijama (dijelovi Meksika, te većina država SAD-a). 
Postoje i zemlje s drugačijim trendovima: Belize, koji je bio britanska kolonija do 1981. godine te se stoga od 1967. godine homoseksualnost nije kažnjavala, 2003. godine je kriminalizirao homoseksualne čine propisavši do 10 godina zatvora; Burundi, koji kao bivša belgijska kolonija (do 1962. godine) nije od svoje bivše metropole naslijedio kažnjivost homoseksualnosti, proglasio je istospolne odnose kaznenim djelom 2008. s mogućnošću kazne zatvora od 3 mjeseca do 2 godine. U Ugandi je 2014. godine proglašen zakon kojim se postrožuju kazne za homoseksualne odnose (čak i do smrtne kazne za osobe koje su već kažnjavane ili se upuštaju u homoseksualne odnose makar su zaražene HIV-om ili stupaju u homoseksualne odnose s osobama mlađim od 18 godina) i kriminalizira članstvo u udrugama za promicanje prava LGBT osoba. Do danas je u Litvi, koja je članica Europske unije na snazi zakon iz 2010. godine koji zabranjuje upoznavanje maloljetnika s homoseksualnošću; zbog članstva u EU taj se zakon koristi uglavnom za sprječavanje spominjanja istospolne seksualnosti u medijima. Sličan je zakon 2013. godine proglašen i u Rusiji,; zapadni mediji kao posljedicu tog zakona opisuju porast ne-državnog nasilja protiv homoseksualaca u Rusiji.
U mnogim zemljama svijeta koje kulturalno i politički ne pripadaju zapadnom civilizacijskom krugu, prakticiranje i eksponiranje homoseksualnosti je ilegalno (u 80 zemalja svijeta su homoseksualni čini izrijekom zabranjeni kao kazneno djelo) ili pak nema nikakve zaštite LGBT osoba od diskriminacije. Čak i na zapadnoj hemisferi, Jamajka i druge karipske zemlje engleskog jezika (s iznimkom onih koje su još uvijek Britanske kolonije) redom zakonski zabranjuju homoseksualnost.
Nakon što su prvi homoseksualni magazini uglavnom prikazivali nježne dječake, od 1960-ih godina se u tim časopisima pojavljuju i maskulini mladići. Suvremena LGBT zajednica sustavno obeshrabruje međugeneracijske seksualne odnose.

## Uzroci

### Općenito
Znanost je tražila i još uvijek traži uzroke homoseksualnosti te seksualne orijentacije općenito. Dosadašnja relevantna istraživanja upućuju da bi uzroci mogli biti povezani s biološkim faktorima i onim okolišnim. Biološki faktori koji su bili predmet istraživanja uključuju genetski i hormonalni utjecaj  (posebice u embrionalnom razdoblju) koji utječe na konačnu strukturu mozga i druge karakteristike kao što je prirodna sklonost većem i spretnijem korištenju jedne ruke. Uz razne biološke faktore postoji i veliki raspon okolišnih faktora kao što su to oni sociološki, psihološki ili pak rano okruženje u maternici.
- Američka pedijatrijska akademija je u časopisu Pediatrics 2004. objavila:

''Seksualna orijentacija vjerojatno nije određena ni jednim pojedinačnim faktorom, već kombinacijom genetskih, hormonalnih i okolišnih utjecaja. U proteklim desetljećima biološke su teorije bile preferirane od strane stručnjaka. [...]  Premda se nastavljaju kontroverze i nesigurnost oko porijekla varijacija ljudske seksualne orijentacije, nema znanstvenih dokaza da nenormalan odgoj, seksualno zlostavljanje ili drugi štetni životni događaji utječu na seksualnu orijentaciju. Trenutačno znanje sugerira da je seksualna orijentacija obično formirana tijekom ranog djetinjstva.''
- Američko psihološko društvo, Američko psihijatrijsko društvo te Nacionalno društvo socijalnih radnika su 2006. objavili:

''Trenutačno nema znanstvenog konsenzusa oko specifičnih faktora koji bi uzrokovali da pojedinac postane heteroseksualan, homoseksualan ili biseksualan - uključujući biološke i psihološke faktore ili sociološke efekte seksualne orijentacije roditelja. Unatoč tome, dostupni dokazi indiciraju da je apsolutna većina lezbijka i gayeva odgojeno od strane heteroseksualnih roditelja i da apsolutna većina djece odgojene od strane homoseksualnih roditelja odraste kao heteroseksualna.''
- Royal College of Psychiatrists je 2007. objavio:

''Unatoč gotovo stoljeću psihoanalitičkih i psiholoških spekulacija nema relevantnih dokaza koji bi poduprli pretpostavku da priroda roditeljstva ili iskustva iz ranog djetinjstva igraju bilo kakvu ulogu u formiranju fundamentalne heteroseksualne ili homoseksualne orijentacije. Čini se da je seksualna orijentacija u svojoj prirodi biološka, određena složenim međuutjecajem genetičkih faktora i ranog okruženja u maternici, stoga seksualna orijentacija nije izbor.''
Američko psihološko društvo tvrdi: ''Vjerojatno postoje mnogi razlozi zbog kojih osoba ima određenu seksualnu orijentaciju i razlozi bi mogli biti drugačiji za različite ljude''; te dodaje kako je kod većine ljudi seksualna orijentacija određena već u ranoj dobi. Istraživanje o tome kako bi kod muškaraca orijentacija mogla biti determinirana genetičkim i drugim prenatalnim faktorima često je predmet spominjanja u političkim i sociološkim debatama o homoseksualnosti te također podiže zabrinutost o genetičkom profiliranju i prenatalnom testiranju.
Prof. Michael King tvrdi: ''Zaključak do kojeg su došli znanstvenici koji istražuju porijeklo i stabilnost seksualne orijentacije je taj da je ona ljudska karakteristika koja se formira rano u životu i otporna je na promjenu. Znanstveni su dokazi o podrijetlu homoseksualnosti relevantni za teološke i sociološke debate jer potkopava pretpostavku da je seksualna orijentacija izbor.''
Garcia-Falgueras i Swaab tvrde u sažetku svojeg istraživanja iz 2010. objavljenog u časopisu Endocrine Development: ''Mozak fetusa se razvija tijekom intrauterinog razdoblja u muškom smjeru pomoću djelovanja testosterona na razvoj živčanih stanica ili u ženskom smjeru pomoću manjka hormona. U tom smjeru, naš su rodni identitet (uvjerenost u pripadanje muškom ili ženskom rodu) i seksualna orijentacija programirani i organizirani u naše moždane strukture dok smo još u maternici. Nema indikacija da socijalni okoliš poslije rođenja ima ikakav utjecaj na rodni identitet ili seksualnu orijentaciju.''
Psihijatri i psiholozi okupljeni oko udruženja NARTH (National Association for Research & Therapy of Homosexuality) smatraju i nadalje validnim stajališta osnivača psihoterapije (Freud, Jung, Adler, Frankl) da je homoseksualnost ishod neadekvatno realizirane čežnje za istospolnim prijateljstvom s vršnjacima i za dubokim odnosom sa starijim pripadnicima istog spola u mladosti . Američko psihološko društvo i Royal College of Psychiatrists su izrazili zabrinutost da stavovi, koje zastupa NARTH, nisu potkrijepljeni znanstvenim dokazima te pridonose stvaranju okruženja sklonog predrasudama i diskriminaciji. NARTH je s druge strane 2007. optužio Američko psihološko društvo za pristranost u odabiru članova komisije za nadzor psiholoških terapija gdje su izabrali 5 stručnjaka koji su otvoreno gay aktivisti, a nijednog od kandidata koje je predložio NARTH. NARTH tvrdi da je sekularna organizacija, no vrlo često surađuje s vjerskim udrugama kao što su Jews Offering New Alternatives for Healing i Evergreen International, a njihova internetska stranica sadrži nekoliko članaka o pitanjima vjere i morala.
Razmatranja o uzrocima homoseksualnosti nisu do kraja primjenjiva na pitanje uzroka biseksualnosti - zapravo je znanost vrlo malo razmatrala pitanje razvoja biseksualnosti. Također postoje razlike između dinamike homoseksualne orijentacije kod muškaraca i kod žena.

### Evolucijskaperspektiva
Autori istraživanja iz 2008. su ustvrdili: ''postoje značajni dokazi da je ljudska seksualna orijentacija uvjetovana genetikom, stoga nije poznato kako je homoseksualnost, koja smanjuje reproduktivni uspjeh, održavana u populaciji u relativno visokoj frekvenciji.'' Iznose hipoteze: ''dok geni koji predisponiraju za homoseksualnost reduciraju reproduktivni uspjeh homoseksualaca, mogli bi također pružati neku prednost heteroseksualcima koji ih nose''. Njihovi rezultati sugeriraju da ''geni koji predisponiraju za homoseksualnost bi mogli pružati prednost u razmnožavanju heteroseksualcima što bi moglo objasniti evoluciju i održivost homoseksualnosti u populaciji.'' Da bi to moglo biti tako, pokazalo je i istraživanje iz 2009. koje je otkrilo značajno povećanje plodnosti kod žena koje su bile u srodstvu s homoseksualcima s majčine strane, ali ne i kod žena koje se bile u srodstvu s homoseksualcima s očeve strane.
Recenzentni rad autora Bailey i Zuk koji analizira istraživanja istospolnog seksualnog ponašanja kod životinja testira pogled da takvo ponašanje smanjuje reproduktivni uspjeh navodeći nekoliko hipoteza o tome kako takvo ponašanje može biti adaptivno; te hipoteze značajno variraju među vrstama. Bailey i Zuk također navode kako buduća istraživanja trebaju proučavati evolucijske posljedice istospolnog seksualnog ponašanja umjesto da se bave isključivo porijeklom takvog ponašanja.
Postoje objašnjenja da bi homoseksualnost mogla biti nusprodukt homosocijalnosti (istospolnog prijateljstva). Da bi među grupama ljudi, koje su imale zajednički zadatak ići u lov opstao dobar odnos i cilj bio izvršen, razvila se homoseksualnost s ciljem učvršćivanja prijateljstva, odnosno bolje emocionalne povezanost. To je imalo za posljedicu veću vjerojatnost pomaganja u nevoljama, a time i doprinosilo očuvanju vrste.
Drugo evolucijsko objašnjenje homoseksualnosti odnosi se na brigu za potomstvo. Kako je u kameno doba smrtnost bila velika, a o potomcima je ovisilo očuvanje vrste, pretpostavlja se da se homoseksualnost razvila kako bi ti pojedinci bez vlastitih potomaka doprinosili brizi za tuđu djecu, čime su im povećavali vjerojatnost preživljavanja.
Oba ova evolucijska objašnjenja ovise o daljnjoj hipotezi, da bi homoseksualnost mogla biti nasljedna osobina; koje se pitanje nastoji riješiti istraživanjem blizanaca - kako se i inače utvrđuju nasljedna stanja. Prva takva provedena studija iz 1991. (Bailey i Pillard) je ukazala da bi vjerojatnost da su oba jednojajčana blizanca homoseksualna, bila znatno veća od one kod parova istospolnih dvojajčanih blizanaca. Točnije, kod 52 % parova jednojajčanih blizanca u kojih je barem jedan brat homoseksualan, oba brata pokazuju homoseksualne sklonosti. Istovremeno to vrijedi za samo 22 % dvojajčanih parova blizanaca. Zaključak je bio da takvi nalazi ukazuju da je homoseksualnost u velikoj mjeri nasljedna.
Novija su Baileyjeva istraživanja pokazala znatno manju stopu podudarnosti kod monozigotičnih blizanaca što se tiče homoseksualne orijentacije - 20% kod muškaraca i 24% kod žena što ukazuje značajniji utjecaj negentičkih faktora. Objašnjenje za puno manje stope podudarnosti dao je sam Bailey - blizanci, dok su odlučivali hoće li sudjelovati u istraživanju, su vjerojatno pri odlučivanju uzimali u obzir seksualnu orijentaciju svojih ko-blizanca jer su unaprijed bili upoznati s tim da je istraživanje bilo povezano s homoseksualnošću zbog čega je u uzorku ispitanika bila više parova blizanca gdje su oba bila homoseksualne orijentacije, nego što bi ih bilo pri drugačijim okolnostima biranja ispitanika.
Prema studiji na populaciji od 289 parova jednojajčanih i 495 parova dvojajčanih blizanaca u Državi New York od kojih je barem kod jednoga evidentirano da je stupao u homoseksualne odnose (sociolozi Bearman i Brückner, 2002. god.), vjerojatnost da su oba jednojajčana blizanca (dakle dvije osobe s identičnim genetskim nasljeđem) homoseksualci iznosi svega 6,7%. Prema zaključku autora studije, takvi rezultati dovode u pitanje hipotezu da bi homoseksualna orijentacija mogla biti urođena: „Ako postoji genetska komponenta kod istospolne privlačnosti, ona je neznatna u odnosu na druge faktore.“. No u istraživanju Alana Sandersa i dr. objavljeno u svibnju 2014. rađenom na dosad najvećem uzorku blizanaca, 409 parova, se pokazalo da su gay muškarci dijelili sličnosti u genima na osmom i desetom kromosomu na kojeg su ukazala i neka druga, prijašnja istraživanja. Znanstvenici sada pokušavaju otkriti o kojim bi se točno genima u tim regijama kromosoma moglo raditi. Znanstvenici koji se bave genetikom komentirali su prethodne objave o studiji (koje su autori objavljivali u tijeku rada na njoj) kao interesantne, ali neki sa skepsom i opaskama da su rezultati nedovoljno uvjerljivi da bi se iz njih moglo ustanoviti genetske uzroke homoseksualnosti.
S obzirom na to da druga već navedena novija istraživanja ukazuju na postojanje znatnih ne-genetičkih bioloških faktora u formiranju homoseksualnih sklonosti - kao što je rano okruženje u maternici - znatan broj stručnjaka sukladno takvim dokazima smatra kako seksualna orijentacija nije izbor, nego je biološki uvjetovana: ''Nema indikacija da socijalni okoliš poslije rođenja ima ikakav utjecaj na rodni identitet ili seksualnu orijentaciju.'', ''nema znanstvenih dokaza da nenormalan odgoj, seksualno zlostavljanje ili drugi štetni životni događaji utječu na seksualnu orijentaciju'', iako je postotak seksualno zlostavljanih veći kod homoseksualnih i biseksualnih osoba nego kod heteroseksualnih, a seksualno zlostavljanje može zbuniti djecu: ''Ako je zlostavljač bio istog spola, djeca mogu propitivati svoju seksualnu orijentaciju te se pitati jesu li gay''.

### Epigenetika
2013. godine su Bill Rice s kalifornijskog Sveučilišta u Santa Barbari i Urban Friberg sa Sveučilišta u Uppsali, u suradnji s američkim NIMBioS institutom razvili matematički model epigenetičkog izvora homoseksualnosti. Autori polaze od pretpostavke da postoje posebni, epigenetičkei markeri na genima koji se prenose kod pojedinaca u krvnom srodstvu i daju sličan učinak. Ti autori ukazuju na indicije da bi glavni izvor homoseksualnosti moglo biti epigenetičko križno nasljeđivanje: kada pretpostavljene epigenetičke markere nasljeđuju djeca od roditelja suprotnog spola, mogu nastati atipično niske ili visoke razine testosterona in utero, što uzrokuje da fetus na neki način poprimi osobine suprotnog spola. Čak i skloni znanstvenici upozoravaju da studija Rice - Friberg predstavlja tek jedan matematički model kojim se daje prijedlog za biološka testiranja: pri tome, prema sadašnjem stanju znanosti, takvo testiranje možda uopće i nije moguće.
U listopadu 2015. vodeći znanstveni časopis Nature objavio je istraživanje 37 parova jednojajčanih muških blizanaca kod kojih je samo jedan blizanac gay i 10 parova u kojima su oba gay. Znanstvenici su proučavanjem njihove DNK otkrili 5 epigenetičkih markera koji su se znatno češće pojavljivali kod gay muškaraca nego kod njihovih identičnih heteroseksualnih blizanaca. Na temelju pronalazaka izradili su algoritam koji je u čak 67% slučajeva točno predvidio seksualnu orijentaciju muškaraca u istraživanju. Znanstvenici ističu da je istraživanje potrebno replicirati na većem uzorku blizanaca te napominju da se epigenetički markeri razlikuju ovisno o tkivu pri čemu bi za seksualnost najvažniji trebali biti oni u mozgu. 1 od tih 5 markera povezan je s genom imunološkog sustava, 1 s razvojem mozga i 3 nisu bila povezana ni s jednim genom u DNK.
Epigenetički markeri su molekule koje nisu dio slijeda DNK tj. gena koji ju čine, već su na DNK i reguliraju izražaj pojedinih gena. Mogu biti nasljedni, podložni su promjenama pod utjecajem okolišnih čimbenika i identični blizanci nemaju uvijek iste markere.

### IstraživanjaDNK
Fenotip homoseksualne osobe je dosljedan njezinu genotipu, no javlja se fizička privlačnost prema pripadnicima istoga spola. S obzirom na to da homoseksualci često navode da su homoseksualne porive imali kao djeca, opravdano je provoditi istraživanja DNK kako bi se utvrdilo je li riječ o nasljednoj osobini.
1993. Dean Hamer, istraživač pri Nacionalnom centru za rak u SAD-u, koristi alate suvremene molekularne biologije s ciljem odgovaranja na stoljetno pitanje je li homoseksualnost nasljedna. Hamer je pratio naslijeđe pet označenih sljedova DNK na X kromosomu kod 40 parova homoseksualne braće. Iako su ti DNK sljedovi visoko varijabilni kod ukupne populacije, bili su identični u 33 bratska para. Hamer je svoj nalaz rastumačio kao da genski uzrok homoseksualne sklonosti kod pojedinca leži na X kromosomu. No rad je samo prepoznao DNK sljedove koji su učestaliji među homoseksualnim blizancima, ne i gen uzročnik.
Hamerovo izviješće i danas uzrokuje kontroverze u znanstvenoj zajednici. Jedna je istraživačka skupina potvrdila i proširila njegov rad, otkrivši da kada su dva brata homoseksualna i imaju brata koji je heteroseksualan, heteroseksualni brat ne nosi oznake na X kromosomu. Ista studija nije naišla na kromosomske oznake kod parova homoseksualnih sestara. Više je istraživačkih skupina opovrglo Hamerova otkrića. No gen koji upravlja homoseksualnošću se ne treba nužno nalaziti na spolnom kromosomu gdje ga je Hamer prvotno tražio. Trenutne studije za takvim genima tragaju i na autosomima.
Drugi pristup razumijevanju biološke osnove homoseksualnosti podrazumijeva genetičku manipulaciju muških jedinki vinskih mušica za oslikavanje homoseksualnog ponašanja. Mutirani alel gena određuje boju očiju mušica iskazujući "bijelo" svojstvo, no samo u stanicama oka. Boja očiju divljeg tipa je crvena. Istraživači su izmijenili embrije muških vinskih mušica, tako da su odrasle jedinke kukaca iskazivale bijeli gen u svakoj stanici. Rezultirano ponašanje izmijenjenih jedinki je nalikovalo međusobnom udvaranju, po svoj prilici uzrokovanom izmijenjenim genom.
Mogućnost genetičkog induciranja homoseksualnog ponašanja ukazuje na genetičko upravljanje putem biokemijske osnove fenotipa. Produkt bijelog gena je enzim koji upravlja bojom očiju tako da omogućava stanicama korištenje aminokiseline triptofana, koji je nužan za proizvodnju hormona serotonina. Kada sve stanice vinske mušice iskazivale mutirani bijeli gen, smanjuje se razina serotonina u mozgu što uzrokuje neobično ponašanje. U drugih je životinja sniženi moždani serotonin usko povezan s tzv. homoseksualnim ponašanjem - primjerice se za "homoseksualno ponašanje" uzima ako mužjak pingvina pripomogne u brizi za potomstvo drugom mužjaku, koji je ostao bez ženske partnerice - makar nije jasno je li sniženi moždani serotonin poticaj na takvo ponašanje, ili je pak posljedica situacije u kojoj se jedinka ne druži sa životinjom suprotnog spola .

### Hipoteza o neurološkim uzrocima homoseksualnosti
Pionirsko istraživanje o vezi građe mozga i homoseksualnost proveo je neurolog Simon LeVay koji je post-mortem usporedio mozgove tri grupe ispitanika - muških homoseksualaca i muških i ženskih heteroseksualaca/ki. Rezultati su potvrdili ranije nalaze da je INAH 3 (treća intersticijska jezgra anteriornog hipotalamusa) više nego dvostruko veća kod heteroseksualnih muškaraca nego kod heteroseksualnih žena i homoseksualnih muškaraca. Te je rezultate teško interpretirati jer se povezanost ne može kauzalno tumačiti. Moguće je da je ta jezgra uzrok homoseksualnosti, da je posljedica homoseksualnosti ili da postoji treći činitelj koji tu ima utjecaja.
U replikaciji LeVayevog eksperimenta koji su vodili William Byne i suradnici, rezulti su pokazali da je INAH 3 kod homoseksualnih muškaraca veća od INAH 3 heteroseksualnih žena, a manja od INAH 3 heteroseksualnih muškaraca, iako razlika nije dostigla nivo statističke značajnosti.
Allen i Gorski usporedili su veličinu prednje komisure u mozgu kod homoseksualnih muškaraca i heteroseksualnih muškaraca i žena, te utvrdili da je kod homoseksualnih muškaraca značajno veća u odnosu na heteroseksualne muškarce i žene.
Swaab i Hofman utvrdili su razlike u veličini suprahijazmatske jezgre između homoseksualnih i heteroseksualnih muškaraca. Nije razjašnjeno da li bi ta razlika bila posljedica homoseksualnog načina života, ili bi ona bila utjecala na razvoj homoseksualnih sklonosti.

### Hipoteza o psihološkim uzrocima homoseksualnosti
Začetnik psihoterapije Sigmund Freud je prepoznavao biseksualan potencijal u svakoj osobi - u smislu da se zapravo svatko može "pervertirati" seksualne porive koji su prema svojoj prirodi usmjereni prema razmnožavanju - tj. prema heteroseksualnosti. Termin "perverzija" je Freud prvi počeo koristiti u medicini, u djelu "Drei Abhandlungen zur Sexualtheorie" iz 1905.; te u tom smislu za Freuda čak i samozadovoljavanje predstavlja perverziju. Nakon dugog promišljanja o fenomenu homoseksualnosti, od 1915. god. Freud zauzima stajalište da homoseksualnost predstavlja fiksaciju na nerazriješene psihološke probleme vezane uz spolno sazrijevanje i spolni život u cjelini, te da je u cijelosti plod psihološke nezrelosti.
Jedan od vodećih autora u polju tzv. reparativne terapije homoseksualnosti i jedan od osnivača NARTH-a Joseph Nicolosi, gradeći dalje na Freudovim tezama, govori o homoseksualnosti kao posljedici neispunjene potrebe za emocionalnom vezom s osobama istog spola - u prvom redu s roditeljem istog spola (očinstvo/majčinstvo), a potom s vršnjacima istog spola (prijateljstvo). Prema Nicolosiju, potreba za takvim istospolnim povezivanjem (en. "same-sex bonding") se tijekom seksualnog sazrijevanja može pokušati zadovoljiti vezama seksualne prirode - sa starijom osobom istog spola koja emocionalno stupa na mjesto roditelja, ili pak s vršnjacima istog spola. Stoga Nicolosi zagovara da osobe s homoseksualnim porivima razvijaju prijateljske odnose s vršnjacima i starijim osobama istog spola - koje neće biti seksualne prirode; te tvrdi da u svojem radu uočava da zbog razvijanja takvih veza, homoseksualni porivi kod njegovih pacijenata opadaju.
Prema Dijagnostičkom i statističkom priručniku za duševne poremećaje Američke psihijatrijske udruge (međunarodna verzija s MKB-10 šiframa), kojega koriste i hrvatski liječnici, postoji nekoliko poremećaja koji su vezani uz pitanje seksualne orijentacije - ali se homoseksualnost i biseksualnost (za razliku od primjerice transseksualnosti i raznih drugih queer orijentacija) u principu ne dijagnosticiraju kao mentalni poremećaj, ako se pojedini homoseksualac ne žali na psihološke i/ili socijalne tegobe koji proizlaze iz homoseksualnosti. U šifri F52.9 nalazi se "Seksualni poremećaj, neodređen", za obilježavanje seksualnih smetnji koje ne zadovoljavaju kriterije za neki od Poremećaja seksualnog identiteta (grupa šifri F64), ni Parafilija (grupa šifri F65), niti spada u grupu Psihološki poremećaji i poremećaji ponašanja povezani sa spolnim razvojem i orijentacijom (grupa šifri F66). Primjeri iz šifre F52.9 uključuju: 1. snažne osjećaje neadekvatnosti na području seksualnog izražaja ili na drugim poljima povezanim s vlastitim mjerilima muškosti ili ženskosti. 2. Poremećaj zbog obrazaca ponavljanih seksualnih veza koje uključuju partnere koji su doživljeni kao stvari koje treba iskoristiti. 3. Trajne i značajne smetnje zbog seksualne orijentacije.
MKB-10, nadalje, predviđa pod šifrom F66.1 dijagnozu "Egodistonička spolna orijentacija", gdje se klasificiraju homoseksualci koji su u braku ili sličnoj heteroseksualnoj vezi ili bi u nju htjeli ući, ili iz bilo kojeg razloga osjećaju potrebu da promijene svoju seksualnu orijentaciju ili umanje homoseksualne porive i ponašanje.
Istraživanja i klinička literatura su konzistentni u demonstriranju da su istospolni seksualni i romantični osjećaji, privlačnosti i ponašanja normalne te pozitivne varijacije ljudske seksualnosti. Sada postoji već velika količina istraživanja koja pružaju dokaze koji nam indiciraju da je biti gay, lezbijka ili biseksualna osoba kompatibilno s normalnim mentalnim zdravljem i socijalnom prilagođenošću. Unatoč tome, iskustva diskriminacije i rezignacije od strane prijatelja, obitelji, kolega i poslodavca mogu uzrokovati psihičke poteškoće kod pojedinih LGBT ljudi, a češće se javljaju i problemi s prekomjernom upotrebom lijekova i drugih substanci.
Royal College of Psychiatrists je priopćio osvrćući se na razdoblja kada se homoseksualnost smatrala bolešću u medicini: ''Ova nesretna povijest nam demonstrira kako marginalizacija grupe ljudi koji imaju određenu osobnu karakteristiku (u ovom slučaju homoseksualnost) može dovesti do štetne medicinske praske i osnova diskriminacije u društvu.'' Američko psihijatrijsko društvo je 1973. na temelju znanstvenih dokaza uklonilo homoseksualnost s liste bolesti, a istu je poziciju 1975. zauzelo i Američko psihološko društvo. Svjetska zdravstvena organizacija (WHO) je 1990. uklonila homoseksualnost s popisa mentalnih bolesti. Unatoč tome, zagovornici konzervativnog pristupa homoseksualnosti su i dalje skloni stajalištu da je homoseksualnost uklonjena s popisa bolesti i poremećaja radi pritisaka LGBT udruga i političkih krugova.

## Religija i homoseksualnost
Iako odnos religije prema homoseksualnosti može znatno varirati između različitih religija i sekti te s obzirom na vrijeme i područje, trenutačna autoritativna tijela i doktrine najvećih svjetskih religija gledaju na homoseksualnost uglavnom negativno. Ta negativnost varira od potihog suprotstavljanja homoseksualnim aktivnostima, izravnog zabranjivanja prakticiranja homoseksualnosti pa do aktivnog suprotstavljanja društvenom prihvaćanju homoseksualnosti. Neke religije uče da je sama homoseksualna orijentacija grijeh, neke da je samo istospolni čin grijeh dok samo manji broj u potpunosti prihvaćaju gayeve i lezbijke.
Vjernici i pripadnici velikih monoteističkih religija kao što je kršćanstvo najčešće zastupaju stav da je homoseksualni čin neprirodan i nečist zbog nekompatibilnosti spolnih organa i zatvorenosti čina stvaranju novog života što se najčešće navodi kao glavna funkcija spolnosti.
S druge strane, unatoč vjerskom učenju postoje pripadnici religija koji na homoseksualnost gledaju pozitivnije, a neke liberalne religijske denominacije podržavaju i istospolne brakove.